# Batalla de la Mediterrània
|  | Aquest article tracta sobre la Segona Guerra Mundial. Si cerqueu la Primera Guerra Mundial, vegeu «Teatre d'operacions de la Mar Mediterrània (1914-1918)». |

La batalla de la Mediterrània va ser el complex d'operacions aèries i navals que va tenir lloc a la conca mediterrània durant la Segona Guerra Mundial, de juny de 1940 a maig de 1945. Els enfrontaments van veure, fins al setembre de 1943, principalment la Regia Marina italiana (ajudada per unitats aèries i per submarins enviats per l'Alemanya nazi) i la Royal Navy, recolzada per les marines dels països de la Commonwealth i sobretot, a partir de novembre de 1942, per les forces aèries i navals dels Estats Units d'Amèrica. Després de les estipulacions de l'armistici de Cassibile pel costat italià, la Kriegsmarine va continuar oposant-se a les forces aliades a la Mediterrània, tot i que el ritme de les operacions va baixar dràsticament a causa de l'aclaparadora superioritat angloamericana.
Les operacions navals al Mediterrani van prendre la forma de grans batalles de combois navals. Tots dos bàndols es van comprometre a protegir les seves pròpies línies de subministrament naval i, alhora, soscavar les oposades: els combois italo-alemanys seguien principalment la ruta nord-sud, destinada a proveir les tropes de l'Eix desplegades a Líbia i després a Tunísia, mentre que la Royal Navy va establir un sistema de subministrament per donar suport a l'illa estratègica de Malta (exposada als bombardejos de l'Eix durant gran part de la lluita) des de les seves bases a Gibraltar i Alexandria, seguint així una ruta oest-est. Les batalles més importants van tenir lloc, doncs, al punt de trobada entre les rutes oposades, a la zona central del Mediterrani entre Sardenya i Creta.
Tots dos contendents van fer un ús extensiu dels atacs de submarins, avions i forces navals lleugeres per pertorbar el trànsit de l'enemic, i la Regia Marina també va ser molt activa en el camp de les incursions de sabotejadors directament als ports enemics a través del seu departament seleccionat de la Xª Flottiglia MAS; d'altra banda, les batalles entre grans vaixells eren esdeveniments relativament poc freqüents, sovint vinculats a circumstàncies fortuïtes i quasi mai amb un desenllaç decisiu.
L'enfrontament es va mantenir substancialment en equilibri fins al voltant de novembre de 1942: la flota italiana va assegurar un flux constant de subministraments al front de Líbia però va esgotar molt les seves forces (en particular els vaixells lleugers), mentre que la dura oposició de les forces de l'Eix als combois britànics per a Malta gairebé temia una rendició de l'illa per inanició. El desembarcament de les unitats angloamericanes al Marroc i Algèria durant l'operació Torxa i sobretot l'entrada a la Mediterrània de forces aèries i navals preponderants nord-americanes van decantar definitivament la balança pel costat aliat, fent insostenible el sistema de subministrament de les forces de l'Eix al nord d'Àfrica. La invasió de la península Itàlica, amb els impressionants desembarcaments amfibis a Sicília i Salern, va sancionar finalment el domini naval absolut assumit pels Aliats a la Mediterrània.

## Les forces enfrontades

### Regia Marina
Quan Itàlia va entrar a la Segona Guerra Mundial el 10 de juny de 1940, la Regia Marina era numèricament la cinquena del món després de la Royal Navy, la Marina dels Estats Units, la Marina Imperial Japonesa i la Marina Nacional Francesa; tenint en compte el teatre i les tasques operatives més limitades, es podria considerar a l'alçada de les altres principals nacions que operen en el teatre mediterrani, carregades de tasques molt més extenses. Tanmateix, l'armada italiana presentava deficiències tàctic-estratègiques, tècniques i constructives que haurien sorgit durant les operacions bèl·liques; la rendició de França, però, va fer que la flota italiana fos la principal entre les dels països mediterranis.

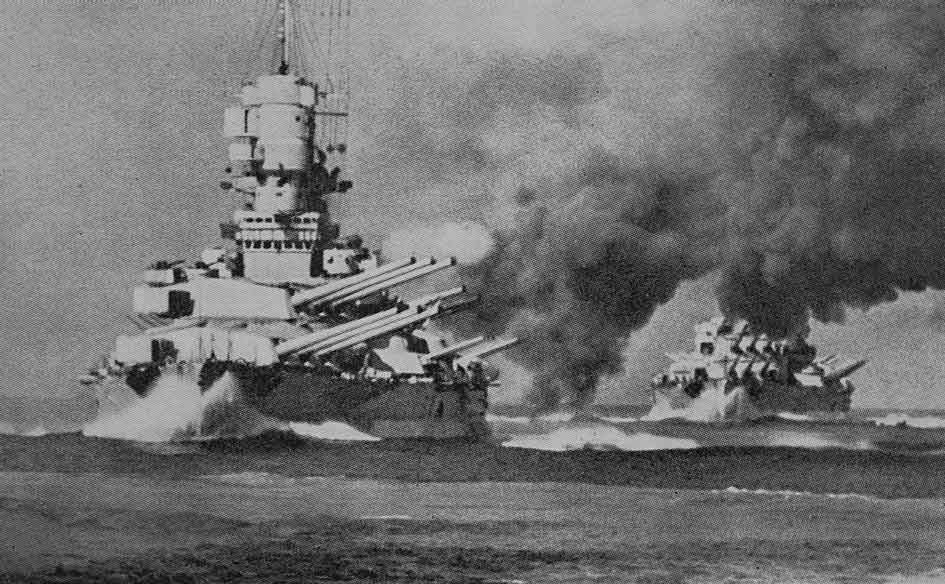
El cuirassat Vittorio Veneto

En esclatar la guerra, la Regia Marina acabava de posar en servei, si bé encara no estaven completament operatius, dos cuirassats moderns de la classe Littorio, el Littorio i el Vittorio Veneto, amb un desplaçament de 40.000 tones i capaços d'arribar a les 30 nusos de velocitat i armats amb nou canons de 381 mm; dues unitats més d'aquesta classe estaven en procés, però només es va poder completar el Roma, mentre que l'Impero mai no va arribar a estar completament equipat. També estaven disponibles quatre cuirassats de la Primera Guerra Mundial (el Giulio Cesare, el Conte di Cavour, el Duilio i l'Andrea Doria) modernitzats durant la dècada de 1930, amb un desplaçament de 29.000 tones i deu peces de 320 mm; la flota va ser completada per set creuers pesats de 10.000 tones equipats amb canons de 203 mm, l'antic creuer blindat San Giorgio convertit en un pontó antiaeri, dotze creuers lleugers, 53 destructors, 71 torpedineres (moltes de les quals eren de la Primera Guerra Mundial i estaven obsoletes i reclassificades), 50 MAS i 115 submarins.
El nucli de la flota estava format per unitats de construcció relativament moderna, botades després de 1925, i que el juny de 1940 estaven al 90% perfectament operatives. Els vaixells eren competitius internacionalment, però l'elecció d'afavorir la velocitat va portar a unitats amb una protecció deficient i una navegabilitat no sempre òptima (diversos destructors van resultar danyats i alguns van naufragar a causa de les tempestes). La política de poder del règim feixista va jugar a favor d'una gran expansió numèrica de la Regia Marina, però va provocar grans fracassos a nivell industrial: als anys 20 haver tallat totes les relacions amb empreses estrangeres per al subministrament d'equipament de guerra, una elecció proteccionista de la indústria italiana més que política, va obligar a la Marina a iniciar programes nacionals en particular per a la construcció d'artilleria de gran calibre, que encara no s'havia desenvolupat en el moment de l'entrada a la guerra i que va registrar resultats mediocres. L'Armada va haver d'acceptar els límits de la modernitat i els elevats preus imposats pels grans grups industrials italians (cosa encara més crítica pels diferents acords de càrtels estipulats entre ells) i els llargs terminis per a la construcció de nous vaixells que van fer insubstituïbles els que ja es trobaven en servei: fins al setembre de 1943, només un nou cuirassat, tres creuers lleugers, cinc destructors, 39 submarins i unes desenes de unitats de protecció dels vaixells mercants (torpediners d'escorta i corbetes).

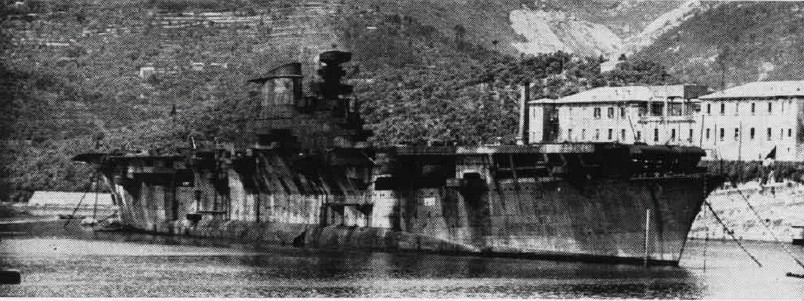
El portaavions Aquila, reflotat i deixat per ferralla l'any 1951

Crítica va ser la manca d'un component aeronaval. L'absència de portaavions a la plantilla de la Regia Marina va resultar ser un greu problema, que però no es va poder evitar: Itàlia, una potència industrial mitjana en el camp de la construcció naval de gran tonatge, no es podia permetre el luxe de continuar la construcció en paral·lel de portaavions i cuirassats (per construir dos portaavions als anys 30, la Regia Marina hauria hagut de renunciar a la modernització dels quatre cuirassats de la Primera Guerra Mundial) i, encara a principis dels anys quaranta, la cultura naval mundial li va assignar un paper clar de pre-eminència als cuirassats en les batalles al mar: el 1939 hi havia 80 cuirassats en servei al món en comparació a només 17 portaavions. Només després que s'iniciés la guerra es va decidir muntar dos portaavions, l'Aquila i l'Sparviero, transformant dos transatlàntics preexistents afegint un pont i sistemes de llançament per a l'avió; amb l'ajuda alemanya, també es va desenvolupar la formació dels pilots i els models a embarcar, però les obres d'ambdues unitats, encara que molt avançades, es van bloquejar en el clima de tensió anterior a la rendició italiana del setembre de 1943. Molt més greu va ser la renúncia a establir un component aeri terrestre: va pesar molt l'oposició de la Regia Aeronautica, que va persistir a mantenir el comandament de tots els avions, la manca de coordinació entre les diferents forces armades i la indiferència davant la qüestió tant del poder polític com del comandament de la mateixa Marina. Filla d'aquestes actituds també va ser la decisió de no desenvolupar el més mínim l'especialitat dels torpediners : malgrat l'experimentació italiana a mitjans dels anys trenta es trobava en una fase molt més avançada que en altres nacions (el 1937 la fàbrica de torpeders Whitehead de Fiume havia va desenvolupar un torpede capaç d'operar amb un llançament des de 80 metres -una alçada considerable per a l'època- que després va ser comprat per Alemanya), tant l'Exèrcit de l'Aire com l'Armada van mostrar un gran desinterès, excepte per tornar sobre els seus passos i improvisar després de les primeres experiències negatives de guerra. L'avió escollit per a l'especialitat va ser l'antic Savoia-Marchetti SM.79, ja no apte per a la seva funció original de bombarder: encara que robust i fàcil de manejar, va resultar massa gran i lent per a aquest nou ús.

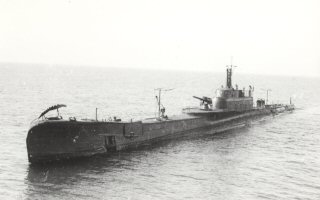
El submarí Ettore Fieramosca

Hi havia moltes altres deficiències, bàsicament també trobades en altres marines però que, sumades, van suposar un important impediment per al correcte funcionament de l'arma: l'estructura de comandament centralitzava massa poder a la seu de la Supermarina en detriment de la presa de decisions autonomes dels comandants al mar; la formació de les tripulacions era insuficient (a la dècada de 1930 es destinava a aquesta tasca menys del 4% del pressupost anual de l'Armada) i el combat nocturn fou gairebé completament ignorat; el disseny i desenvolupament d'un aparell de radar, fins i tot davant els experiments nacionals, va ser ignorat: hi havia una manca de fons, confiança i interès, i l'elecció va agreujar la manca de familiaritat amb les batalles nocturnes; a més, l'any 1940 la flota submarina italiana era la primera del món pel que feia a mida (només la Unió Soviètica la superava en nombre, però es va veure obligada a dividir els vaixells en quatre conques marines diferents), però les doctrines d'ocupació encara estaven a la guerra anterior (atacs estàtics submergits contra vaixells aïllats) i les unitats van revelar diversos inconvenients tècnics i de disseny com torretes massa grans i cridaneres o un temps d'immersió excessiu. La Regia Marina, per la seva banda, tenia avantatge en l'àmbit dels vehicles d'assalt submarí, gestionats per la Xª Flottiglia MAS: unitats de voluntaris excel·lentment entrenats, operant màquines casolanes però que es van mostrar efectives per la manca inicial d'estratègies per contrarestar-les, la Xª MAS va aconseguir diversos èxits importants contra la flota britànica al Mediterrani.

### Royal Navy

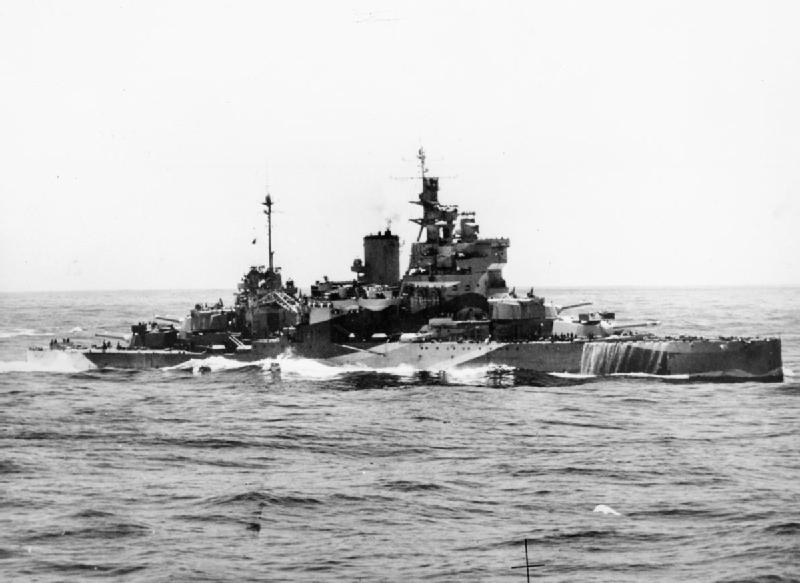
El cuirassat Valiant, una important unitat de combat de la Flota mediterrània

La presència de la Royal Navy a la Mediterrània es remunta al segle xviii, facilitada per la possessió per part del Regne Unit d'unes poques posicions però estratègiques a la conca: l'illa de Malta era una possessió britànica, estratègicament situada al centre de la Mediterrani, l'illa de Xipre més a l'est, la roca de Gibraltar que controlava l'aproximació occidental a la conca; a partir del final de la Primera Guerra Mundial, es va afegir el Mandat Britànic de Palestina, on el port de Haifa va servir de terminal per a diversos oleoductes de l'Orient Mitjà. Egipte, encara que formalment independent des de 1922, encara estava sota estricte control britànic a causa de l'estratègic Canal de Suez.
La defensa dels interessos britànics a la Mediterrània va ser confiada a la Flota Mediterrània : inicialment amb seu a Malta, amb el deteriorament de les relacions entre el Regne Unit i Itàlia a mitjans dels anys trenta es va traslladar a la nova base d'Alexandria a Egipte. Amb una formació de mínims durant el període de la "guerra de broma", a partir d'abril de 1940 s'havia incrementat en nombre de cara a una possible intervenció d'Itàlia en el conflicte: quatre cuirassats es concentraren sota les ordres de l'almirall Andrew Cunningham (Warspite i Malaya de la classe Queen Elizabeth, Ramillies i Royal Sovereign de la classe Revenge), el portaavions Eagle, el monitor Terror, nou creuers, vint-i-sis destructors, dotze submarins i diverses unitats de suport, mentre que només unes poques forces lleugeres quedaven a Malta. Els cuirassats de Cunningham eren tots de la Primera Guerra Mundial, però el Warspite s'havia reacondicionat a la dècada de 1930 i, un cop van començar les hostilitats, se li van unir els seus germans Queen Elizabeth i Barham, reconstruïts de manera similar.Finalment a Gibraltar hi havia el portaavions Argus, dos creuers i nou destructors, dependents no de la Flota Mediterrània sinó del comandament de l'Atlàntic Nord; en general, a l'inici de la guerra el Regne Unit estava compromès en diversos fronts i, creient que la flota francesa era quantitativament igual a la italiana i hi podia afrontar vàlidament, va preferir limitar l'enviament de forces a la conca.

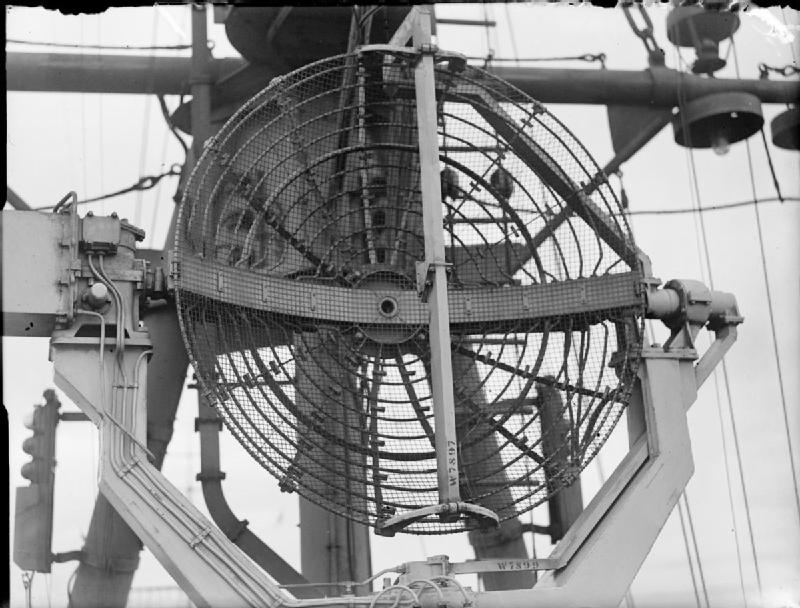
L'antena d'un sistema de radar britànic tipus 277, aquí instal·lada al creuer Swiftsure

Tot i que amb recursos limitats, a la Mediterrània els britànics podien comptar amb diverses fortaleses: durant diversos anys la Royal Navy havia instaurat una política de rotació molt lenta entre tripulacions, de manera que la permanència d'oficials i mariners a la Mediterrània s'havia augmentat a dos anys i mig i acompanyat d'un dur entrenament; a més, les unitats sempre es van mantenir en alta preparació operativa. En el període immediatament anterior a l'esclat del conflicte, s'hi havia afegit un intens entrenament nocturn, fruit de diverses reflexions d'alt nivell entre 1929 i 1932, a les quals havia contribuït el comandant de l'estació mediterrània Lord Ernle Chatfield, que va fer de l'eficiència del combat a la nit una força de les seves unitats. El seu successor, l'almirall William Wordsworth Fisher, va continuar en la mateixa línia, fomentant-la amb l'inici de la guerra d'Etiòpia i la guerra civil espanyola: en aquestes ocasions la flota es va posar pràcticament en peu de guerra. La disponibilitat de portaavions i unitats del Fleet Air Arm va assegurar una sòlida cobertura de les formacions britàniques, que al seu torn podien comptar amb l'important ajuda del radar, que aviat es va convertir en una eina indispensable; També va ser rellevant el sistema de desxifrat de comunicacions de ràdio Axis, anomenat "Ultra": encara que no va poder desxifrar totes les comunicacions enemigues, Ultra va assegurar l'èxit de diverses accions, especialment durant la lluita contra els combois de l'Eix en ruta cap a la Líbia italiana.

### Marine nationale

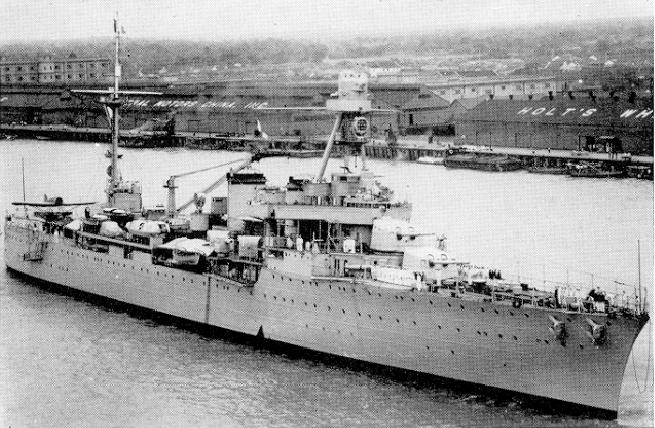
El creuer Duguay-Trouin

La Marine nationale va assumir la responsabilitat de vigilar la Mediterrània occidental, mantenint forces navals més petites als mandats de Síria i el Líban i al mar Egeu. L'armada francesa era nombrosa però mostrava una certa obsolescència de diverses unitats: per exemple, la línia de batalla incloïa els tres antics cuirassats de la classe Bretagne flanquejats pels més recents de la classe Dunkerque, mentre que les unitats modernes de la classe Richelieu encara es trobaven en construcció. També va ser important l'esquadró de creuers, que alineava els quatre creuers pesats de la classe Suffren, els dos de la classe Duquesne i l'únic exemplar Algérie; també estaven disponibles sis creuers lleugers de la  classe La Galissonnière, els dos únics Jeanne d'Arc i Émile Bertin i els tres membres de la classe Duguay-Trouin que es remuntaven als anys 20. Hi havia vint-i-set destructors, inclosos els de les classes Chacal i Le Fantasque, dissenys basats en els innovadors "destructors pesats" de la classe Mogador, més semblants als creuers lleugers. Finalment, es van afegir diverses unitats d'escorta i lleugeres i un component substancial de submarins (32 vaixells): una part encara estava estacionada a l'Extrem Orient, al Carib i a l'Àfrica.
En general, la Marine nationale podia fer front a la flota italiana, un requisit previ sobre el qual s'havia planificat tot el procés de construcció i llançament de les unitats de batalla; tanmateix, les forces navals franceses van tenir molt poc efecte en la part inicial del conflicte i després de l'armistici de Compiègne la Marine nationale va ser neutralitzada: una gran part va romandre ancorada a la base de Toló, però un nucli important es va estacionar als ports africans. (Dakar, Mers-el-Kébir i altres); un grup de vaixells, liderats pel cuirassat Lorraine i format pels tres creuers pesants Suffren, Duquesne i Tourville, pel lleuger Duguay-Trouin, amb tres destructors i set submarins, va ser sorprès per l'armistici a la base britànica d'Alexandria.
La posició ambigua del govern de Vichy, sorgit de la derrota de França, va despertar immediatament una preocupació generalitzada entre el primer ministre britànic Winston Churchill i els seus col·laboradors, que temien un capgirament de la Marina Nacional a favor de l'Eix i un empitjorament del marc estratègic, especialment al Mediterrani. Per evitar tal eventualitat i demostrar de manera espectacular la voluntat de ferro britànica de continuar la lluita, Churchill va imposar l'execució de l'operació Catapulta: els vaixells francesos van rebre l'ultimàtum de deixar-se desarmar pels britànics o ser atacats. L'esquadra d'Alexandria es va permetre internar sense oferir cap resistència, però la flota massificada de Mers-el-Kébir es va negar a cedir i, per tant, va ser durament atacada per la Royal Navy: l'antic cuirassat Bretagne va explotar amb moltíssimes morts, el creuer de batalla Dunkerque també va ser molt danyat i algunes altres unitats van ser capturades. La duresa de l'acció britànica va encendre el ressentiment i el rancor francès, de manera que la gran majoria del personal de la Marine nationale internat es va mostrar més tard molt reticent a fer costat a la força naval francesa lliure.

### Kriegsmarine

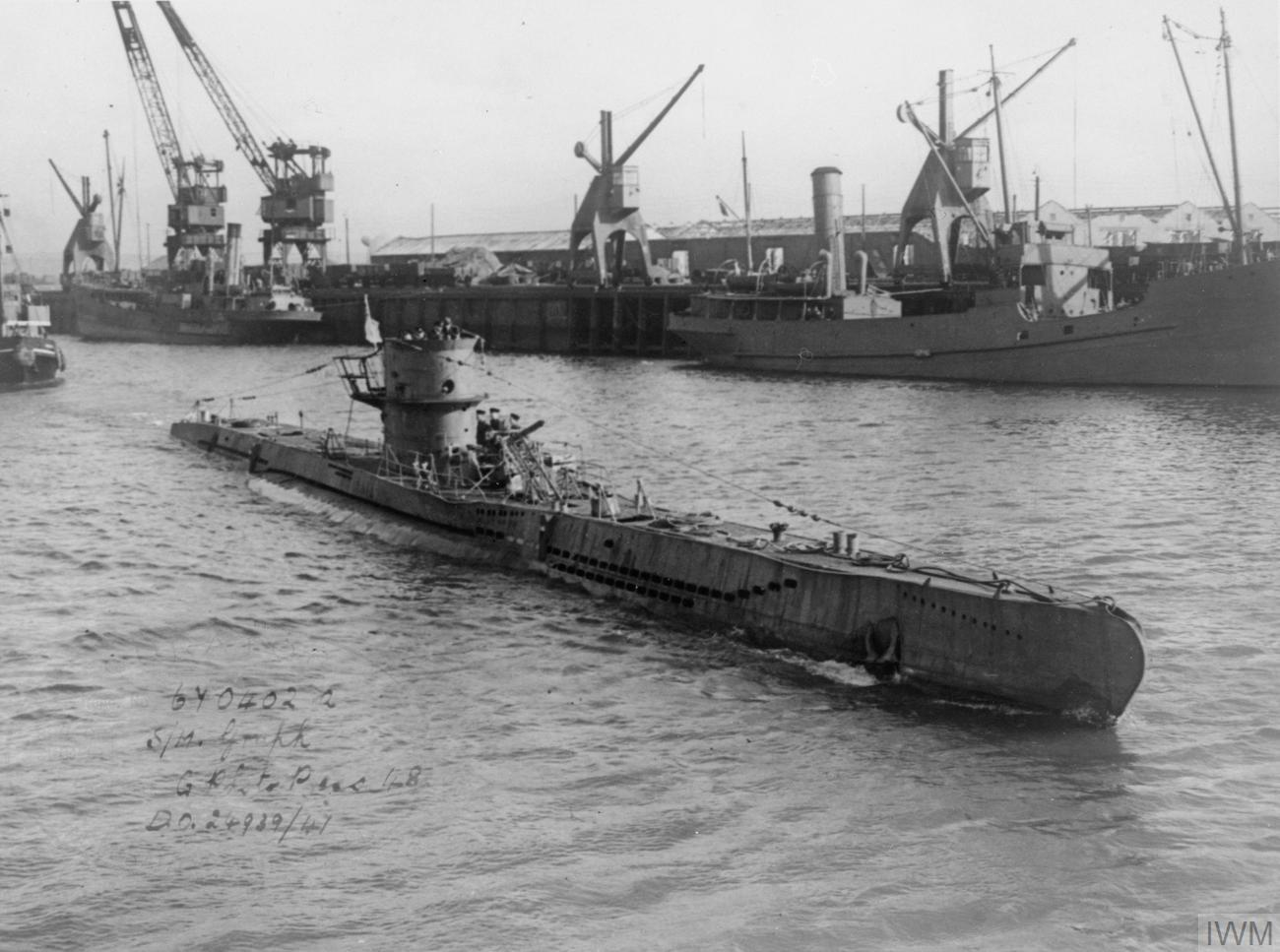
Un submarí alemany de tipus VIIC

Concentrada en la guerra continental contra les potències occidentals i la Unió Soviètica, Alemanya va considerar durant molt de temps el sector mediterrani com un front secundari, al qual destinar bàsicament pocs recursos; no obstant això, a petició explícita d'Adolf Hitler, la Kriegsmarine va ser cridada per donar suport a l'esforç de guerra italià. El 26 d'agost de 1941, Hitler va ordenar l'enviament d'un primer contingent de submarins, silenciant les objeccions del comandant de les forces submarines alemanyes, el vizeadmiral Karl Dönitz, que considerava aquesta ocupació una dispersió inútil de forces del teatre principal de l'oceà Atlàntic; els primers vaixells van arribar a finals de setembre de 1941, començant immediatament a recollir notables èxits contra les forces navals britàniques. Entre 1941 i 1944, un total de 62 submarins alemanys (tots pertanyents a la gran classe de tipus VIIC) van ser enviats a la Mediterrània, amb una vintena d'unitats presents al mateix temps dividides entre la 23a Flotilla amb base a Salamina i la 29a Flotilla a La Spezia, després a Toló; les bones característiques tècniques de les unitats, l'excel·lent entrenament de les tripulacions i les tàctiques ben provades van fer que la major part dels resultats obtinguts per les forces submarines de l'Eix a la Mediterrània fossin atribuïts a submarins alemanys.
La Kriegsmarine també va contribuir a les operacions a la Mediterrània amb vaixells de superfície: es van activar flotilles de torpedineres a motor (S-Boot), dragamines i mitjans de transport com ferris i llanxes a motor, complementats per alguns vehicles capturats a l'enemic (el destructor ZG3 Hermes, antigament una unitat grega que Vasilefs Georgios capturada el maig de 1941, va ser durant molt de temps el vaixell de superfície alemany de més tonatge a la Mediterrània). Després de la rendició d'Itàlia el setembre de 1943, els alemanys van prendre possessió d'un gran nombre de vaixells de la Regia Marina i diverses unitats d'escorta (destructors, torpedineres i corbetes) es van integrar a la Kriegsmarine com a Torpedoboote Ausland; els alemanys van arribar a disposar de diverses desenes d'unitats de superfície, però capaços de garantir només un cert trànsit costaner i de dur a terme algunes operacions mineres ofensives. Impressionats pels notables èxits de les embarcacions d'assalt italianes, els alemanys es van dedicar a dissenyar embarcacions similars (vaixells explosius, mini-submarins, torpedes pilotats) i les van utilitzar en gran nombre a la Mediterrània, especialment durant els desembarcaments a Anzio i a la Provença, però obtenint finalment pocs resultats.

### Altres flotes

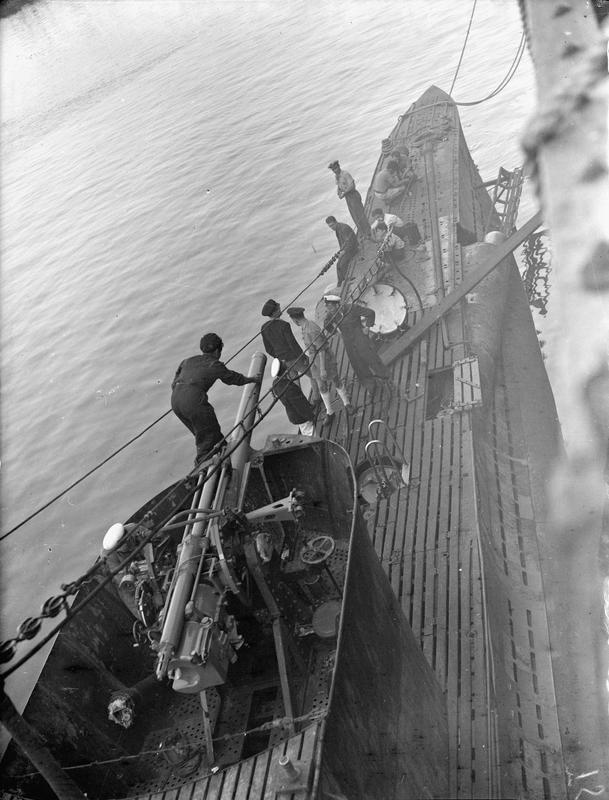
La falsa torre del submarí grec Papamicolis

Diverses nacions aliades van fer contribucions a l'esforç de guerra britànic al Mediterrani. Els països de la Commonwealth van enviar unitats navals: Austràlia va proporcionar un esquadró de destructors veterans de la Primera Guerra Mundial, transferits a la Royal Australian Navy cap al 1930 i reactivats en l'esclat de les hostilitats, anomenats per la propaganda nazi "Flotilla de ferralla"; a més, un creuer lleuger (primer el Sydney i després el Perth) també va ser assignat a la flota mediterrània en dues ocasions, però gairebé totes les unitats australianes van ser reclamades a casa després de l'atac a Pearl Harbor i l'entrada del Japó a la guerra. El Canadà va proporcionar destructors i unitats d'escorta en particular després dels desembarcaments de l'operació Torxa al nord d'Àfrica, mentre que també es van enviar contingents simbòlics des de Nova Zelanda (el creuer lleuger Leander), Sud-àfrica i l'Índia britànica. Les nacions ocupades pels alemanys com Polònia i els Països Baixos van proporcionar destructors, que es van fusionar en esquadrons o grups d'escorta britànics.
En el moment de la invasió italiana d'octubre de 1940, Grècia només podia tenir a la seva disposició el creuer blindat Georgios Averof (ara obsolet i utilitzat com a vaixell escola), dos antics vaixells de defensa costanera (pre-dreadnoughts classe Kilkis, ja no eficients per la guerra), deu destructors, tretze torpediners, sis submarins i altres unitats auxiliars; una sèrie de vaixells hel·lènics van aconseguir reparar-se a Egipte després de la invasió alemanya de Grècia i, integrats amb algunes unitats rendides per la Royal Navy, van continuar operant al costat dels britànics al Mediterrani. Gairebé totes les unitats de l'armada del Regne de Iugoslàvia (un antic creuer lleuger, cinc destructors i quatre submarins) va caure en mans dels italians després de l'ocupació del país per l'Eix, però les tripulacions iugoslaves van operar al Mediterrani amb un grapat d'unitats lleugeres cedides pels britànics.

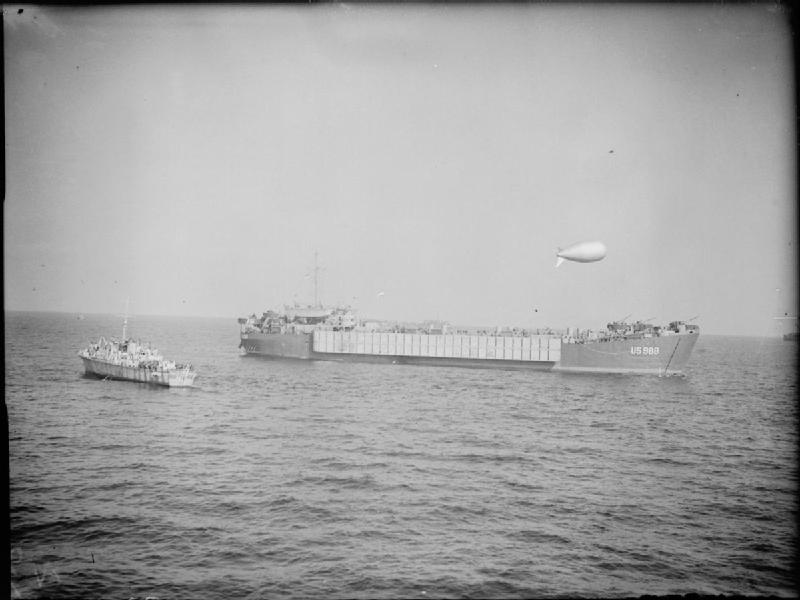
Una LST nord-americà el 1944 durant els desembarcaments de l'Operació Dragoon

La contribució massiva de la Marina dels Estats Units va ser decisiva, sobretot a partir de l'operació Torxa, que va decantar definitivament la balança al costat dels Aliats. Amb el gruix de les unitats nord-americanes dedicades al teatre del Pacífic contra els japonesos o a la batalla de l'Atlàntic contra els alemanys, a la Mediterrània la 8a Flota dels Estats Units, aixecada el març de 1943, tenia inicialment una força de combat relativament petita, composta majoritàriament per destructors recolzats per alguns creuers lleugers; en el moment de l'operació Drac, però, es va veure reforçat substancialment amb l'arribada de tres cuirassats, que dataven de la Primera Guerra Mundial però més que adequats per al suport de les unitats a terra, més dos portaavions d'escorta i tres creuers pesats. La principal contribució dels Estats Units a les operacions navals a la Mediterrània va ser més aviat el subministrament de grans quantitats de vaixells de desembarcament de diversos tipus, porta tropes i vaixells mercants de la prolífica classe Liberty.

## Els objectius estratègics

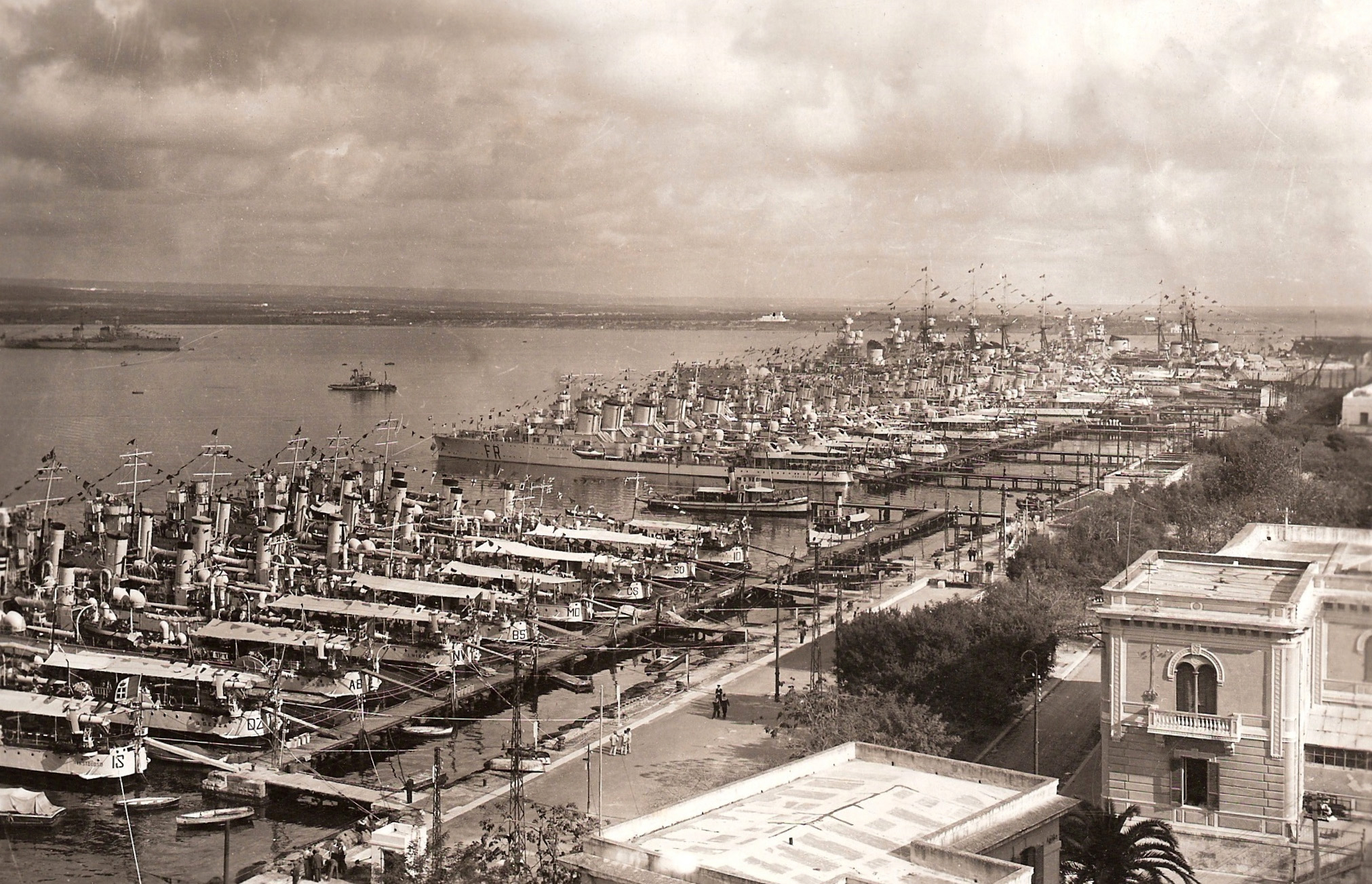
Vaixells italians fondant al port de Tàrent, una de les bases principals de la Regia Marina

El juny de 1940, Itàlia va entrar en guerra sense una estratègia clara per combatre el conflicte. La Regia Marina era tradicionalment partidària de la "política adriàtica", destinada a adquirir el control del mar Adriàtic i les costes de Dalmàcia i, per tant, a causa de l'aliança entre el Regne de Iugoslàvia i França, la Marine nationale havia sempre tingut considerat com el rival més plausible en cas de conflicte. Un enfrontament amb la flota mediterrània britànica va quedar sempre exclòs en principi almenys fins a mitjans dels anys trenta, quan la crisi generada per la guerra d'Etiòpia va fer aparèixer per primera vegada la possibilitat d'una guerra entre Itàlia i el Regne Unit.
La perspectiva d'enfrontar-se a les flotes francesa i britànica al mateix temps va ser jutjada fortament negativa pel comandament de la Regia Marina. El memoràndum de Mussolini del 31 de març de 1940, que prescrivia per a la Regia Marina una "ofensiva al llarg de tota la línia del Mediterrani i més enllà", va ser contestat el 14 d'abril per un llarg document del cap d'estat major, l'almirall Domenico Cavagnari: donada l'absoluta prevalença numèrica de les forces anglofranceses i la possibilitat de l'enemic de compensar les seves pèrdues, es va imposar una actitud substancialment defensiva a les forces navals, sense arriscar la flota de batalla en enfrontaments directes i actuant segons la doctrina de la "flota en potència. L'armada italiana pretenia establir un control segur de l'estret de Sicília, però excloïa explícitament la possibilitat de protegir el tràfic mercantil nacional i sobretot els combois de subministrament de les tropes italianes estacionades a Líbia, un problema operatiu considerat irresoluble. Les crítiques de Cavagnari a l'entrada en conflicte, amb la situació paradoxal d'una força que declara la guerra però que immediatament es veu obligada a adoptar una actitud defensiva, sumat a les protestes per una decisió presa almenys dos anys abans del previst pressupostat en el moment de la signatura del Pacte d'Acer entre Itàlia i Alemanya: un conflicte que va començar el 1942 hauria permès a l'Armada desplegar vuit cuirassats en línia en comptes dels dos disponibles immediatament el juny de 1940.

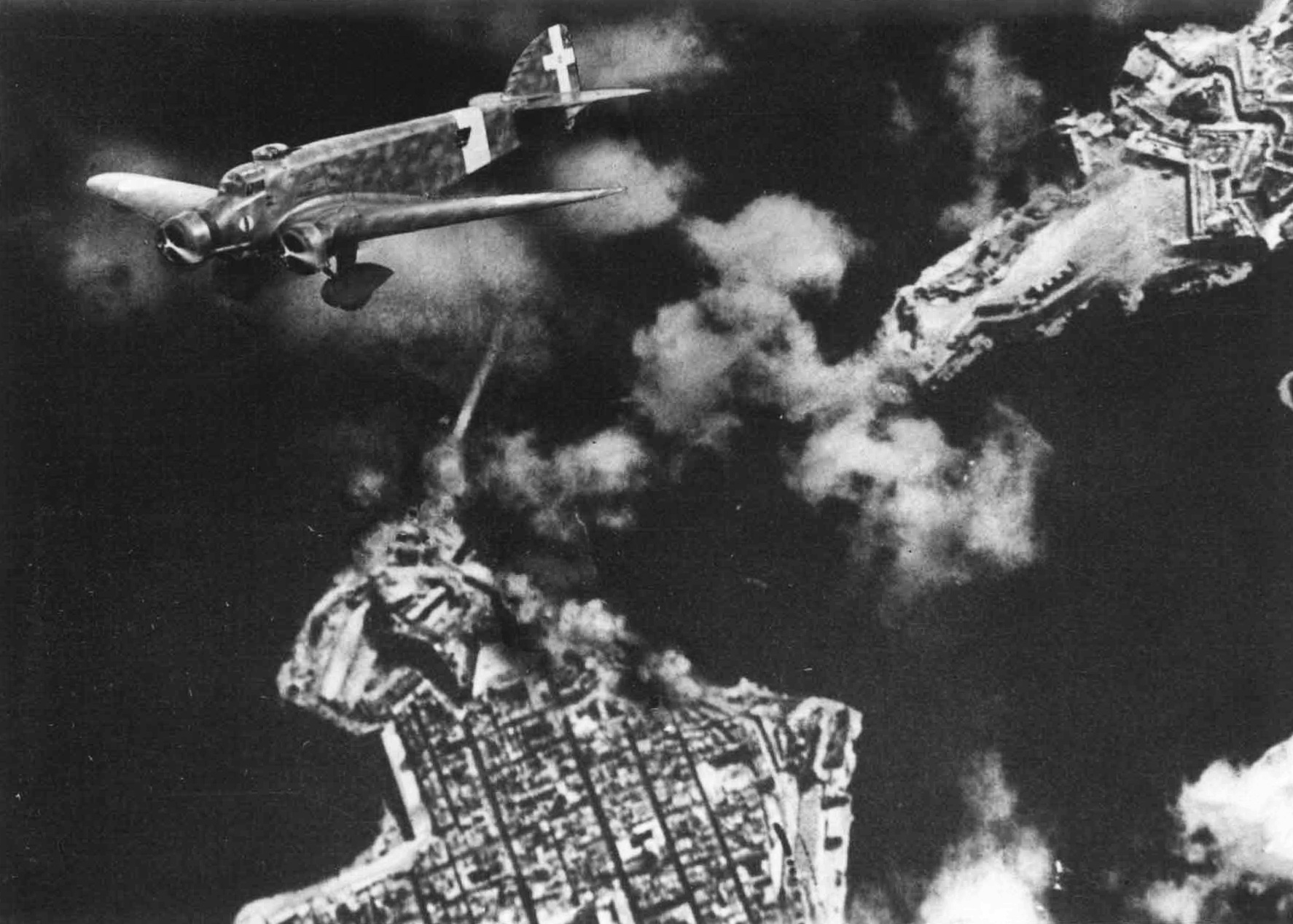
La Valletta i el Gran Port de Malta sota el bombardeig dels SM81 italians

La ràpida sortida de l'escena de França i de la seva flota va representar un gran cop de sort per a la Regia Marina, que va veure millorar les seves perspectives estratègiques: si l'expulsió de les forces aeronavals britàniques de la conca del Mediterrani, amb la conquesta de Gibraltar i la de Suez, no depenia de l'aportació de la flota, no obstant això, l'Armada podria ara intentar posar sota el seu control el Mediterrani central, assegurant el flux de subministraments a Líbia i, per contra, interrompent la ruta britànica cap a les seves guarnicions a Egipte i Malta. Tant la Regia Marina com la Royal Navy van continuar considerant la guerra naval com la batalla decisiva entre dues flotes enfrontades, però a la Mediterrània la disputa va acabar en una vasta batalla de combois navals: tots els principals enfrontaments eren en la pràctica batalles de trobada, fruit de circumstàncies més o menys fortuïtes, entre dos equips que es dedicaven a escortar el seu propi trànsit o a minar l'enemic.
La batalla per la Regia Marina va tenir lloc principalment al llarg de les rutes que portaven d'Itàlia a Trípoli, Bengasi i Tobruk, al llarg de les quals els combois italians eren sovint atacats per les forces aeronavals britàniques; la ruta oest-est, que portava proveïments des d'Itàlia a les forces estacionades als Balcans i al Dodecanès, era per contra un teatre secundari de guerra i on la contraposició era molt menys pronunciada. Tal com va predir el mateix Cavagnari en el document del 14 d'abril, la declaració de guerra italiana va provocar el bloqueig immediat del tràfic mercantil britànic cap a l'Índia i el Pacífic per la Mediterrània, desviats cap a la ruta de circumnavegació més llarga però segura del continent africà: d'aquesta manera l'enorme flota submarina italiana i els creuers que sacrificaven la protecció per la velocitat, armes per naturalesa més adequades per a la caça de vaixells mercants, es van col·locar immediatament en un situació tàctica molt desfavorable. La mateixa Regia Marina es va trobar completament privada de vaixells aptes per a la defensa del tràfic mercant (les primeres unitats especialment dissenyades no van arribar fins al 1942), obligant-la a utilitzar o bé els vells torpediners de la Primera Guerra Mundial (no aptes per a aquesta finalitat) o destructors per a esquadrons d'escorta que, dissenyats per operar a les altes velocitats de la flota de batalla, patien un desgast constant de la seva maquinària quan acompanyaven els lents mercants.
Al principi, la Royal Navy va renunciar a defensar la base avançada de Malta, considerada massa vulnerable i aviat va ser evacuada de material i personal indispensable; tanmateix, quan l'acció italiana va prendre la forma de bombardejos aeris rars i ineficaços, el comandament britànic va decidir utilitzar l'illa com a base aèria i per als submarins compromesos contra combois enemics, aleshores recolzats per un equip d'unitats de superfície (Força K): això va fer obligatori subministrar periòdicament l'illa, primer utilitzant submarins, unitats de transport ràpid i portaavions que catapultaven els seus avions un cop s'acostaven a una distància útil, després combois navals fortament escortats per unitats de guerra. L'experiència britànica en la defensa dels combois atlàntics va ser important, però les operacions de l'Eix encara van infligir grans pèrdues a la Royal Navy. La necessitat de donar suport a Grècia va obligar la flota mediterrània a establir-hi una connexió periòdica entre octubre de 1940 i juny de 1941, fet que va provocar diversos enfrontaments aeris i navals a les aigües de Creta; un altre objectiu era llavors el d'imposar als amics i aliats el concepte de superioritat de la flota britànica, també per no fomentar els objectius de l'Espanya franquista a Gibraltar si s'hagués demostrat debilitat o passivitat.

## Operacions principals

### 1940

#### L'inici de les hostilitats

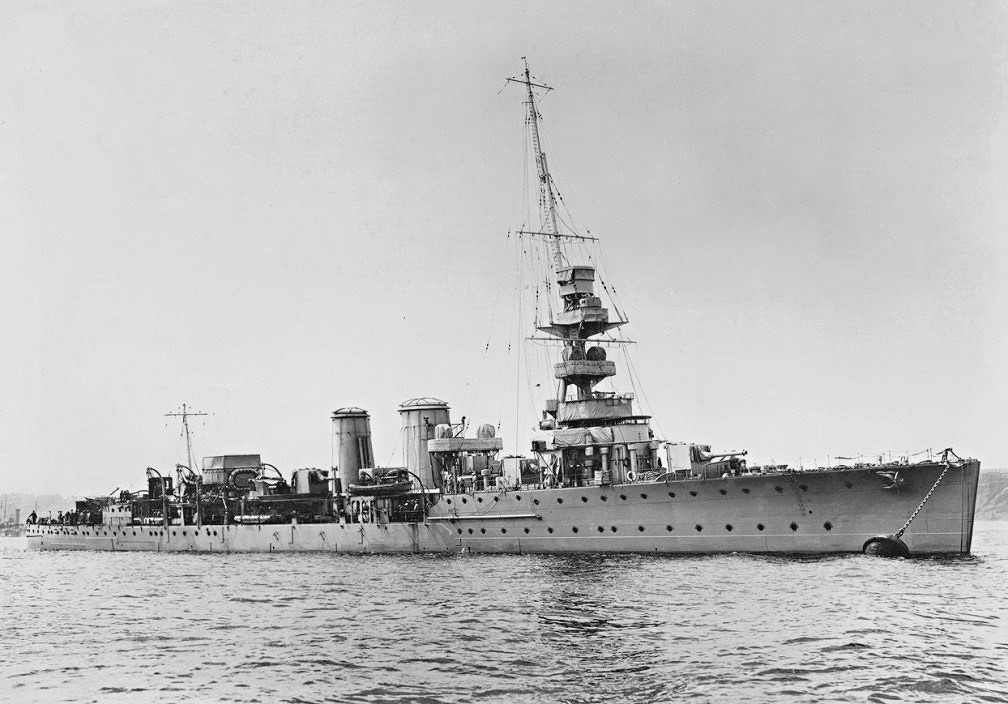
El creuer britànic HMS Calypso, enfonsat pel Bagnolini

L'estratègia britànica a l'inici de les hostilitats va ser el resultat de les discussions entre el comandant de la flota mediterrània, l'almirall Cunningham i el primer ministre Winston Churchill: el primer hauria preferit una estratègia ofensiva limitada a la Mediterrània oriental i destinada a tallar les comunicacions entre Itàlia i el Dodecanès, atesa la escassetat de mitjans navals i aeris disponibles; Churchill, però, va qualificar sense embuts aquesta postura com a "purament defensiva" i inacceptable, argumentant que "els riscos en aquest moment s'han d'assumir a tots els teatres d'operacions". Així, una hora després de l'inici de les hostilitats, l'esquadró d'Alexandria va marxar cap a l'oest, juntament amb un esquadró de creuers francesos que va ser enviat a l'Egeu.
La Regia Marina va activar immediatament, el 10 de juny, molts dels seus submarins, que anaven a la Mediterrània oriental per posar camps de mines a les vies de sortida d'Alexandria; algunes unitats lleugeres britàniques van anunciar que havien atacat submarins enemics els dies 10 i 11 de juny (probablement el minador Foca), però el primer èxit confirmat el va aconseguir l'Alpino Bagnolini el 12 de juny, quan va enfonsar el creuer lleuger HMS Calypso que, juntament amb el seu vaixell germà HMS Caledon, es dirigia entre Creta i Gaudo: 39 tripulants van morir mentre el Bagnolini va sortir il·lès del bombardeig amb càrregues de profunditat realitzat per alguns destructors. Unes hores més tard, el submarí Naiade va torpedinar el vaixell cisterna noruec Orkanger davant d'Alexandria, el primer vaixell mercant enfonsat en la batalla.

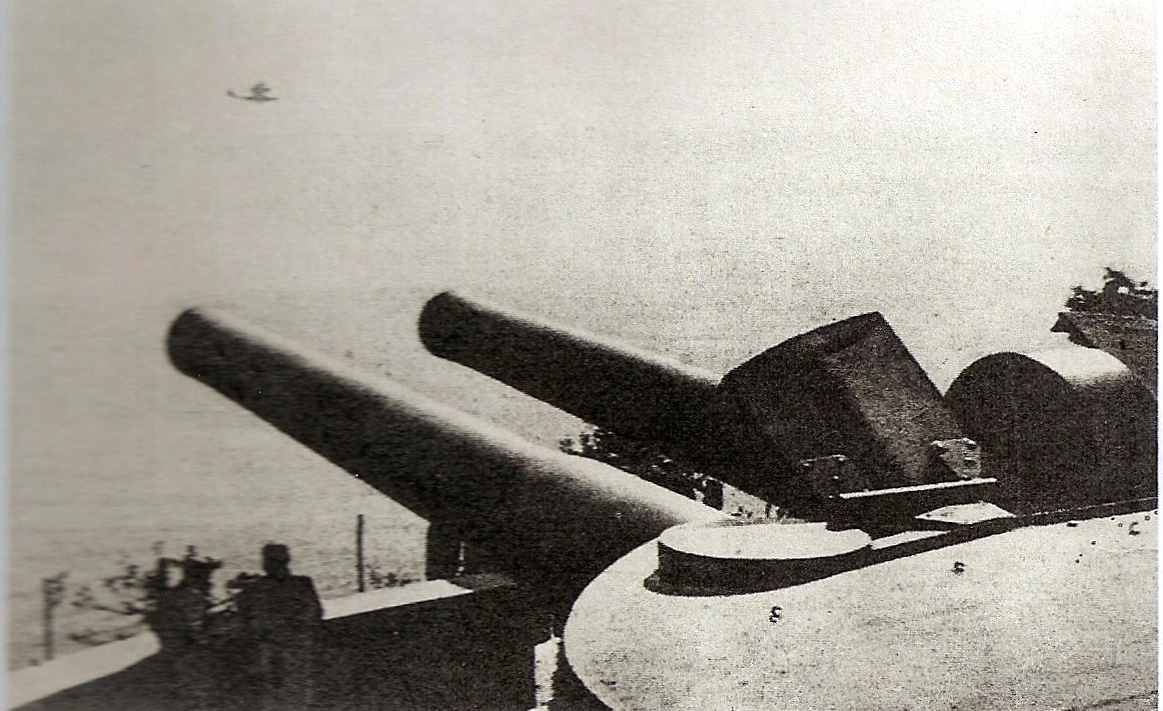
Dos grans canons de la defensa costanera de Gènova

Mentre els vaixells italians col·locaven camps de mines al canal sicilià i tallaven els cables submarins que garantien les comunicacions amb Malta, les unitats britàniques es dedicaven a les primeres incursions contra els ports enemics: el 12 de juny els creuers HMS Liverpool i HMS Gloucester i quatre destructors van atacar el port de Tobruk enfonsant la petita canonera Giovanni Berta, sent primera unitat de la Regia Marina perduda en el conflicte. També van començar les primeres pèrdues de submarins: el britànic HMS Odin va ser enfonsat pels destructors italians el 13 de juny al golf de Tàrent, mentre que l'italià Andrea Provana es va perdre el 17 de juny en combat per un vaixell torpediner francès davant d'Orà.
Les unitats franceses van començar les operacions a la nit entre el 12 i el 13 de juny, quan alguns destructors van bombardejar posicions italianes prop de la frontera entre els dos estats; el 14 un esquadró francès amb quatre creuers i vuit destructors va bombardejar Gènova i Savona amb un pobre resultat: un destructor va ser danyat per una bateria costanera, mentre que els atacs del MAS i el torpediner Calatafimi, les úniques unitats italianes de la zona, només van aconseguir malmetre un destructor. El 21 de juny, el cuirassat francès Lorraine i dos destructors, acompanyats pels creuers lleugers HMS Orion, HMS Neptune i HMAS Sydney, van bombardejar Bardia a Líbia, colpejant repetidament les posicions italianes amb l'única pèrdua de l'hidroavió del Sydney, abatut per foc amic; aquesta va ser l'última acció realitzada per l'esquadra francesa: després de l'armistici de Compiègne signat el 22 de juny, França es va retirar del conflicte i les seves unitats navals es van concentrar al port metropolità de Toló i a les bases nord-africanes de Mers-el-Kébir, Casablanca i Dakar, mentre que l'esquadra d'Alexandria va ser bloquejada al port per les autoritats britàniques. La sortida de la Marine Nationale va obligar els britànics a instal·lar precipitadament un destacament a Gibraltar que pogués escortar els combois atlàntics i impedir que la Regia Marina penetrés a l'Atlàntic: anomenada Força H, des del 30 de juny va estar encapçalada per l'almirall James Somerville i reuniria els cuirassats HMS Resolution i HMS Valiant, el creuer de batalla HMS Hood, el portaavions HMS Ark Royal, el creuer lleuger HMS Arethusa i sis destructors.

#### La flota francesa mediterrània
Després de la derrota francesa enfront d'Alemanya el 1940, la flota francesa mediterrània passà a ser una greu amenaça per a la Royal Navy, de manera que la seva neutralització passà a ser una prioritat pels britànics. L'Almirall Cunningham arribà a un acord amb l'almirall francès Godfroy (aprofitant les seves bones relacions) respecte a l'esquadró francès d'Alexandria. Els britànics van llençar un ultimàtum als francesos perquè traslladessin el gros de la seva flota a Mers-el-Kebir, al Nord d'Àfrica, fora de la influència alemanya. Els francesos rebutjaren els termes, de manera que van ser bombardejats el 3 de juny per la Força H amb seu a Gibraltar, la qual va destruir gran part de la seva flota.
Com a part de l'ocupació de la França de Vichy el 1942 (Cas Anton), els alemanys van intentar capturar la flota francesa a Toló. Aquest pla va ser desballestat pels comandants francesos, i el gros de la flota va ser enfonsat mentre es trobava ancorat a port.

#### L'inici de la batalla dels combois

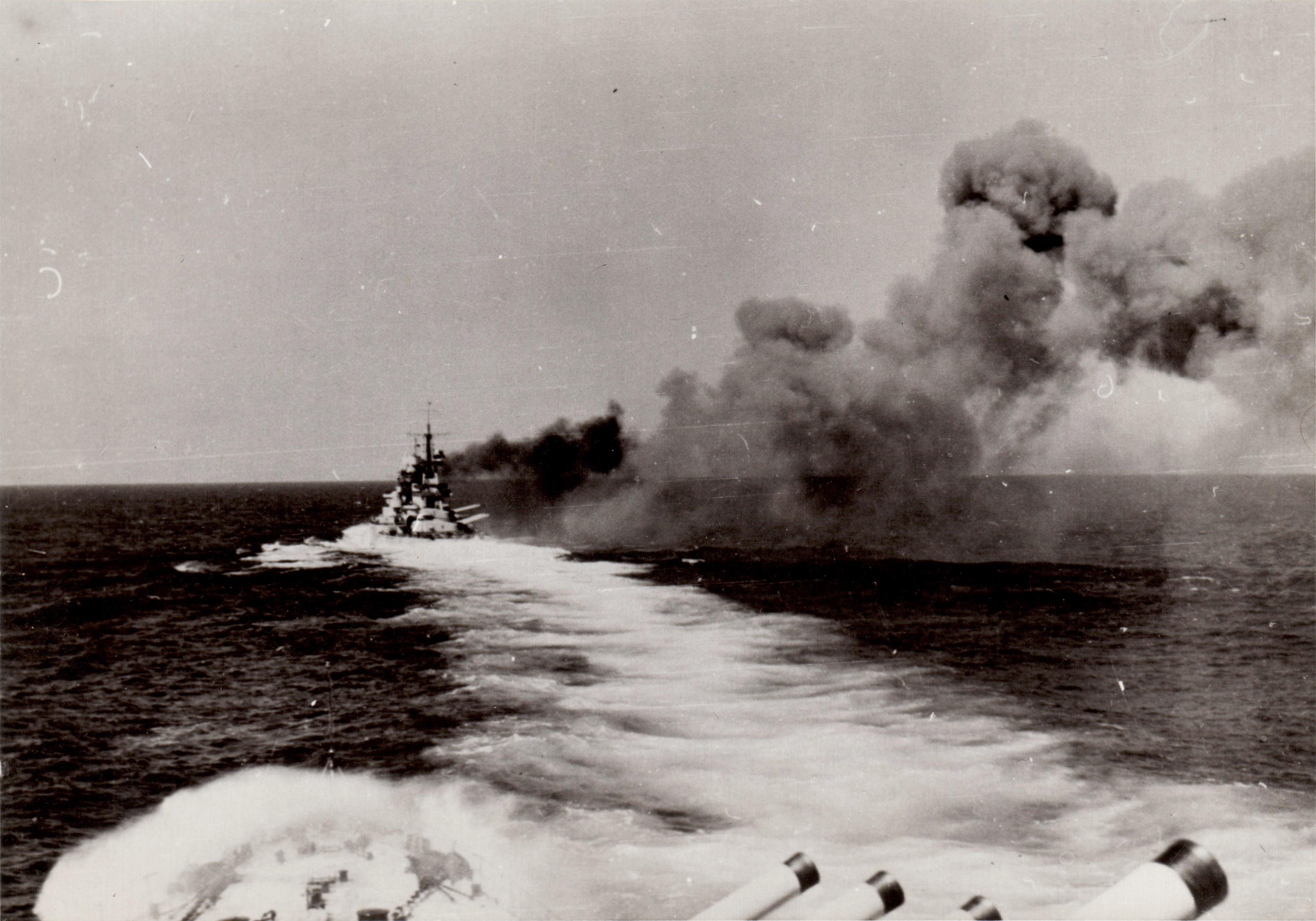
El cuirassat Giulio Cesare obre foc a prop de Punta Stilo

Amb França rendida, la Regia Marina va poder reconsiderar la seva decisió de no participar en l'escorta de combois amb destinació a Líbia: malgrat les garanties de l'alt comandament sobre l'autosuficiència de les forces italianes al nord d'Àfrica, ja s'havien rebut peticions de Líbia el 13 de juny per a l'enviament immediat de subministraments urgents, que l'Armada havia subministrat mitjançant submarins i esquadrons de destructors ràpids; el 25 de juny, doncs, va sortir el primer comboi cap a Trípoli. La primera fase de la "batalla de combois", de juny a novembre de 1940, va tenir lloc sense grans pèrdues per als italians: els britànics no tenien unitats situades a Malta i la seva xarxa de reconeixement aeri era encara primitiva, permetent fins i tot que vaixells i combois aïllats de certa mida arribessin tranquils a Trípoli i realitzar navegacions de cabotatge per la costa líbia. En general, els combois s'enviaven de manera que durant el dia passaven per les zones més perilloses, per aprofitar el suport d'avions amb base a Pantelleria i a l'illa de Lampedusa; durant les primeres setmanes, els combois van viatjar a l'oest de Malta, però a finals de juliol es van desviar tots cap a l'est de l'illa on el mar era mes obert i es podia maniobrar. L'acció més significativa va tenir lloc el 28 de juny, quan tres destructors italians en una missió de transport de tropes i materials a Tobruk van ser localitzats per avions britànics i atacats per cinc creuers: a la batalla, el destructor Espero va ser enfonsat en sacrificar-se per cobrir la retirada de les altres dues unitats. L'episodi va ser el primer signe de la superioritat dels britànics sobre els italians en les operacions de reconeixement aeri.
El primer enfrontament real entre les dues flotes va ser la batalla de Punta Stilo el 9 de juliol de 1940: l'acció es va deure substancialment a l'encontre entre la flota de batalla italiana de l'almirall Inigo Campioni (amb dos cuirassats, sis creuers pesats, vuit creuers lleugers i vit-i-nou destructors), tornant a la base després d'escortar un comboi a Bengasi, i un esquadró britànic al comandament de l'almirall Cunningham (amb tres cuirassats, un portaavions, cinc creuers lleugers i 17 destructors) que es dirigia en canvi a escortar dos combois que salpaven des de Malta rumb Alexandria. Després dels atacs dels torpediners que van enlairar des del portaavions Eagle, els creuers i després els cuirassats de les formacions enfrontades van entrar en contacte balístic: l'intercanvi de salves a llarga distància va acabar després que un obús impactés al Giulio Cesare, inhabilitant una de les seves sales de calderes, la qual cosa va convèncer Campioni d'interrompre el contacte i retrocedeix cap a Tàrent. Els atacs repetits dels bombarders de la Regia Aeronautica, que van tenir lloc un cop acabada la batalla i que fins i tot van confondre les unitats de Campioni com a enemigues, no van registrar cap impacte.

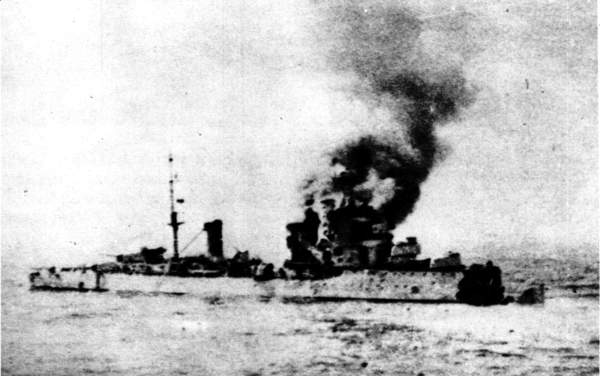
Enfonsament del Bartolomeo Colleoni al final de la batalla de Cap Spada

La batalla de Punta Stilo va ser essencialment una escaramussa sense èxit, però el 19 de juliol la Regia Marina va haver d'enregistrar una derrota a la batalla del Cap Spada: dos creuers lleugers, van salpar per interceptar el trànsit enemic al nord de Creta, van topar amb una formació de destructors britànics liderat pel creuer Sydney, que va aconseguir immobilitzar i enfonsar el creuer italià de tipus similar  Bartolomeo Colleoni. Les setmanes següents es va produir un cert descens de la intensitat, tot i que no van faltar enfrontaments i pèrdues: entre el 5 i el 20 de juliol, diversos atacs dels torpediners britànics contra el port de Tobruk van provocar l'enfonsament de dos vaixells de vapor i tres destructors, mentre que el 23 d'agost, el destructor britànic HMS Hostile va ser la primera víctima dels bombardejos de mines a l'estret de Sicília. Fins i tot els italians, que havien activat i traslladat de pressa el Departament experimental dels torpediners a el-Adem el 15 d'agost en un atac sobre el port d'Alexandria: cinc avions es van llançar a l'atac sense èxit i dos aparells van haver de fer un aterratge d'emergència. A poc a poc, però, les habilitats de les tripulacions es van anar perfeccionant i van sorgir especialistes com Carlo Emanuele Buscaglia i Vincenzo Dequal en el que llavors es va reconstituir com el 278è Esquadró Autònom de Bombarders Torpediners; el 17 de setembre el primer èxit el van aconseguir dos SM79 que van colpejar el creuer pesant HMS Kent: la part de popa va quedar devastada, va patir 32 morts i es van comptabilitzar danys que van deixar el vaixell en reparació fins a principis de 1942.
Es van produir diverses sortides al mar de les flotes oposades, en particular durant dues missions d'abastament a l'illa de Malta (operació Barrets a finals d'agost i operació MB 5 a finals de setembre), però sense que s'hagués arribat al contacte. A principis d'agost, el portaavions HMS Argus, recentment unit a la Força H, va inaugurar la primera missió de reforç aeri de Malta (operació Pressa) llançant alguns avions després d'apropar-se a una distància útil de l'illa. Ambdues marines van fer un ús extensiu de submarins, però van obtenir poc èxit davant les grans pèrdues: entre juny i octubre de 1940 es van perdre tretze submarins italians i set britànics. L'albirament d'un comboi britànic que es dirigia d'Alexandria a Malta va provocar la batalla del Cap Passero a la nit entre l'11 i el 12 d'octubre: les unitats lleugeres italianes enviades a emboscar van ser rebutjades amb grans pèrdues (un destructor i dos torpediners van ser enfonsats amb 325 morts entre les tripulacions) per part dels vaixells britànics, millor entrenats per al combat nocturn però, sobretot, equipats amb un sistema de radar embarcat al creuer HMS Ajax, recentment arribat al teatre.

#### La nit de Tàrent

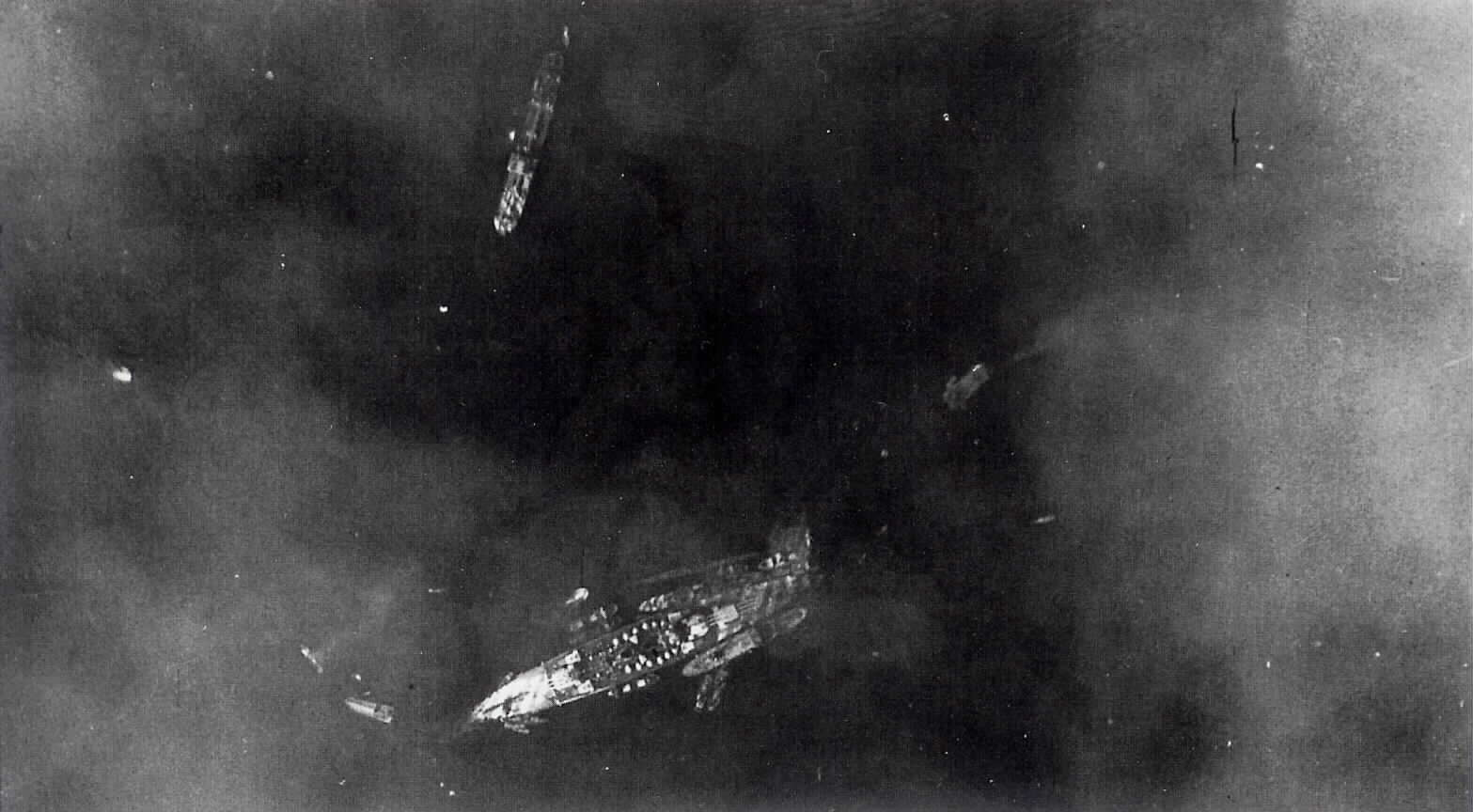
El Littorio durant l'atac britànic a Tàrent

L'inici de la campanya italiana a Grècia el 28 d'octubre de 1940 va provocar un augment de l'activitat a la Mediterrània oriental: la Regia Marina va haver d'establir ràpidament un sistema d'aprovisionament per a les tropes italianes estacionades a Albània, immediatament posades en crisi pel contra-ofensiva hel·lènica, mentre que tots d'altra banda, els britànics van poder tenir l'important base naval de la badia de Suda a Creta així com diversos aeròdroms des d'on es van llançar diverses incursions contra els ports del sud d'Itàlia. El desplaçament de les operacions bèl·liques cap a l'est va provocar que el comandament italià concentrés tota la flota de batalla (fins a sis cuirassats) al port de Tàrent, des del qual es va poder proporcionar tant la protecció del trànsit cap a Líbia com el dirigit cap a Albània. No obstant això, aquesta redistribució va provocar un desastre: sobre la base de plans preparats des de feia temps, a la nit entre l'11 i el 12 de novembre de 1940 els torpediners Fairey Swordfish llançats per l'HMS Illustrious (que penetraren sense ser vistos fins a 170 milles de Tàrent), van atacar la base i van enfonsar els cuirassats  Conte di Cavour, Duilio i Littorio contra la pèrdua de només dos avions. Les aigües baixes van evitar una pèrdua definitiva de les unitats i les dues últimes van poder tornar al servei després de mesos de treball; el Cavour, encara que recuperat, no va tornar mai a l'acció. Simultàniament amb l'atac aeri, un destacament de creuers i destructors britànics va atacar un comboi italià a l'estret d'Òtranto, enfonsant quatre mercants sense pèrdues. El rotund èxit britànic va ser utilitzat com a model per alguns oficials superiors de la Marina Imperial Japonesa i va inspirar la planificació de l'atac contra la flota nord-americana a Pearl Harbor el desembre de 1941.

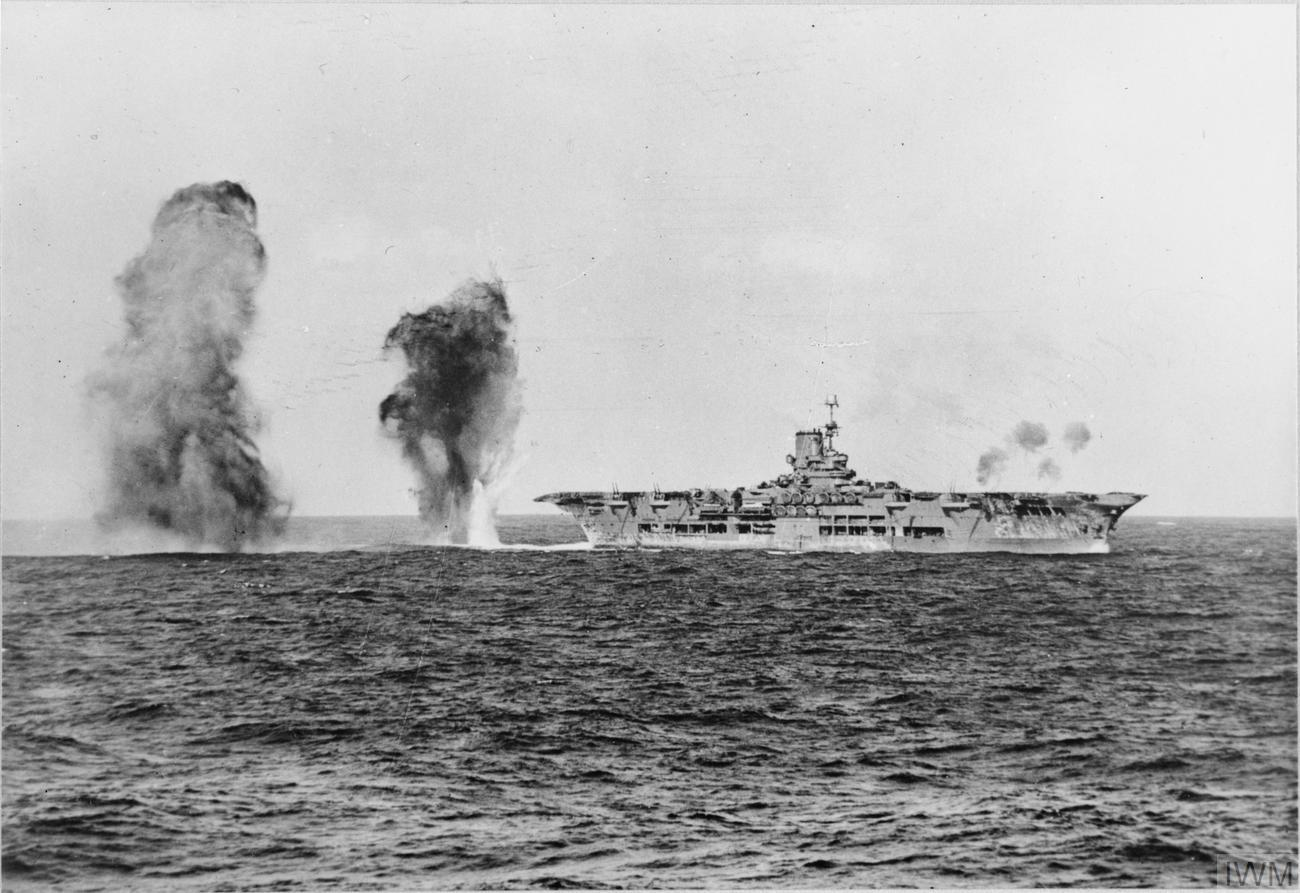
El portaavions Ark Royal sota l'atac dels bombarders italians durant la batalla del Cap Teulada

Les grans pèrdues infligides i l'aparent passivitat dels italians van induir els almiralls Cunningham i Somerville a noves accions decisives: el 17 de novembre l'Argus va dur a terme un nou llançament d'avions per Malta (operació Blanc), però la presència dels cuirassats Vittorio Veneto i Giulio Cesare van forçar un enlairament prematur i, per manca de combustible, dels catorze avions només cinc van arribar a Malta. El 27 de novembre, un viatge per mar de la Força H de Somerville, per escortar un comboi a Malta des de Gibraltar, va conduir a la batalla del cap Teulada contra l'esquadró italià de Campioni: una certa paritat de forces en el camp (dos cuirassats, sis creuers pesats i 14 destructors per als italians, dos cuirassats, un portaavions, un creuer pesant, sis creuers lleugers i 14 destructors per als britànics) i una conducta prudent per part dels dos comandants va fer que l'enfrontament es resolgués en una sèrie de duels d'artilleria i atacs aeris sense èxit. Els dos comandaments suprems no van apreciar aquesta conducta prudent: Somerville va ser sotmès a una investigació encara que finalment va ser absolt, mentre que tant Campioni com el cap de l'Estat Major Naval, l'almirall Cavagnari, van ser substituïts respectivament pels almiralls Angelo Iachino i Arturo Riccardi.

### 1941

#### La intervenció dels alemanys
Després de la nit a Tàrent i la demostració de força al Cap Teulada, la Supermarina va donar estrictes ordres als comandants al mar de no acceptar la batalla tret que es trobessin en clara superioritat numèrica, per evitar pèrdues de vaixells no substituïbles. Aquesta decisió va deixar encara més la iniciativa als britànics, sobretot perquè, després de les incursions del 8 de gener de 1941 a Nàpols per part dels bombarders Vickers Wellington amb base a Malta que van causar danys al cuirassat Giulio Cesare, els cuirassats van ser retirats a La Spezia. Gràcies a la cobertura del Fleet Air Arm, els caces terrestres i les rades al territori grec, els britànics ara controlaven gairebé completament la Mediterrània oriental: les accions italianes es van reduir a incursions a Alexandria per part de la Regia Aeronautica, de vegades fins i tot quatre o cinc al dia, encara que el dany fos relativament limitat. L'enfortiment de Malta va continuar sense parar i, a principis de 1941, l'illa representava ara una base segura per a avions i submarins que operaven contra el trànsit italià cap a i des de Líbia; la situació dels italians es va agreujar a més entre desembre i febrer per la pèrdua total de la Cirenaica arran dels esdeveniments de l'operació Compàs: la Regia Marina va haver de culpar de la pèrdua de l'antic creuer San Giorgio, que va ser enfonsat a Tobruk per no caure en mans enemigues, i va haver de renunciar a dipòsits i escales de port, desviant la destinació dels transports només a Trípoli.
La situació crítica dels italians va impulsar finalment Alemanya a intervenir a la Mediterrània. A més d'establir un contingent terrestre per operar a Líbia (el Deutsches Afrikakorps), els alemanys van desplegar el X. Fliegerkorps de la Luftwaffe a Sicília entre desembre i gener, iniciant immediatament una sèrie d'atacs aeris contra Malta i el trànsit britànic. Els efectes de la presència alemanya es van veure immediatament: entre el 6 i el 13 de gener, durant una sèrie de complexos moviments navals britànics per portar nous subministraments a Malta i per portar de tornada els vaixells mercants buits (operació Excess), els bombarders en picat Stuka alemanys i italians va danyar el portaavions HMS Illustrious i va enfonsar el creuer lleuger HMS Southampton; aleshores es van dipositar mines d'un nou tipus al canal de Suez obligant als britànics a tancar-lo al trànsit fins al març. Els britànics van reaccionar amb fermesa: l'Esquadró Inshore ("esquadró costaner") va pertorbar efectivament el trànsit de cabotatge des de Trípoli fins a la primera línia i va bombardejar les posicions costaneres oposades amb monitors, canoneres i destructors, actuant pràcticament sense pertorbacions; el 9 de febrer, però, la Força H de Somerville va avançar fins a bombardejar Gènova amb dos cuirassats, un portaavions i un creuer, sense trobar cap oposició a causa d'una sèrie d'errors i malentesos entre els comandaments italians. No obstant això, el risc que suposaven els atacs aeris alemanys va augmentar molt, forçant Cunningham a decidir retirar els vaixells cap a Alexandria, però el monitor Terror va ser enfonsat durant el retorn.

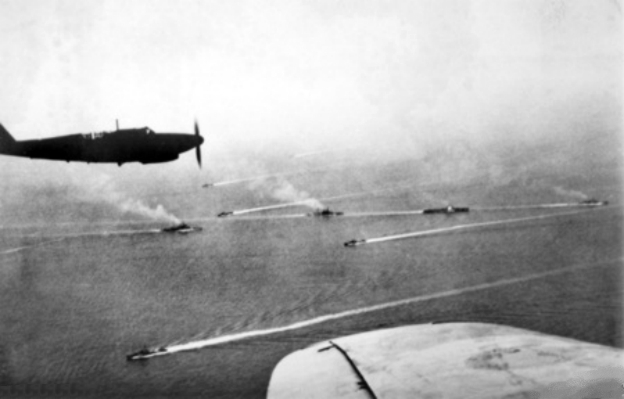
La flota britànica a Matapan sent sobrevolada per un Fulmar del portaavions Formidable

Entre el 25 i el 28 de febrer unes unitats britàniques seleccionades van desembarcar a l'illa de Castelrosso al Dodecanès: l'acció (operació Abstenció) va acabar en fracàs a causa del contraatac decisiu de la guarnició italiana del Dodecanès i la unitat, després d'haver sofert lleugeres pèrdues, va ser retirada. A principis de març, davant els indicis d'una imminent ofensiva alemanya contra Grècia, l'almirall Cunningham tenia la tasca de protegir el transport d'una vasta força expedicionària britànica en territori grec (operació Lustre); la intensa activitat naval enemiga va despertar una preocupació generalitzada en els alemanys, que van exercir pressió sobre els italians perquè implementessin immediatament accions disruptives: aleshores la Regia Marina va preparar un fort assalt a les aigües de Creta. L'acció de la flota de batalla va ser precedida a la nit entre el 25 i el 26 de març per un reeixit atac a la badia de Suda per part dels incursors de la Xª MAS que, utilitzant puntes explosives, van enfonsar el creuer pesant HMS York i un vaixell cisterna. En canvi, l'atac dels vaixells d'Iachino a les aigües del sud de Creta entre el 27 i el 29 de març va provocar un desastre: avisat de la sortida italiana gràcies a les intercepcions d'Ultra, Cunningham es va llançar a la mar amb totes les forces disponibles destinades a interceptar els vaixells de Iachino. Durant l'anomenada batalla del cap Matapan el cuirassat Vittorio Veneto va ser danyat per un atac de torpediners (un dels quals va ser abatut); durant la nit, l'esquadra britànica es va apropar a la desprevinguda italiana i, sense escorta, va desencadenar una canonada precisa que va costar la pèrdua de tres creuers pesants (el Pola, el Zara i el Fiume) i dos destructors, amb la mort de 2.303 mariners. La derrota italiana a Matapan va ser el resultat de la suma dels punts d'avantatge de què gaudia la Royal Navy: els desxifrats d'Ultra, el suport aeri proper dels portaavions, la disponibilitat de radar i l'entrenament per al combat nocturn.

#### Creta
Els esforços dedicats per tractar d'impedir que els alemanys arribessin per mar a l'illa de Creta i l'evacuació de les forces terrestres després de la seva derrota enfront dels paracaigudistes alemanys a la batalla de Creta al maig de 1941 li costà a les marines de les potències aliades diverses embarcacions. Els atacs dels avions alemanys, especialment els Ju-87 i Ju-88 van destruir molts vaixells de guerra britànics: dos creuers (Gloucester i Fiji) i sis destructors (Kelly, Greyhound, Kashmir, Hereward, Imperial i Juno). Set vaixells més van resultar danyats, incloent els cuirassats Warspite i Valiant, així com el creuer Orion. Van morir prop de dos mil mariners britànics.
Va ser una important victòria de la Luftwaffe, car demostrà que la Royal Navy no podia operar en zones en les que els alemanys tinguessin el control de l'aire sense patir moltes baixes. Tanmateix, la batalla no va tenir una gran significació estratègica, car l'atenció de la Wehrmacht es dirigí cap a la Unió Soviètica (Operació Barbarroja) poques setmanes després, i la Mediterrània tindria un paper secundari pels alemanys en els transcurs dels anys següents. La Royal Navy mai més no es va trobar una amenaça aèria com aquella. Tanmateix, la batalla estengué el radi de l'Eix a la Mediterrània Oriental i estengué l'amenaça pels combois aliats.
Durant l'evacuació, Cunningham decidí que "la Marina no pot pas abandonar l'Exèrcit". Quan els almiralls van expressar els seus temors que es perdrien molts vaixells, Cunningham digué que "es triguen tres anys a construir un vaixell, però es triguen tres segles a construir una tradició". La Batalla de Creta, tot i ser una victòria pels alemanys, causà moltes baixes entre els paracaigudistes d'elit de Hitler. Van ser tantes les baixes que el general Kurt Student digué més tard "Creta va ser la tomba dels paracaigudistes alemanys".

#### La guerra als combois

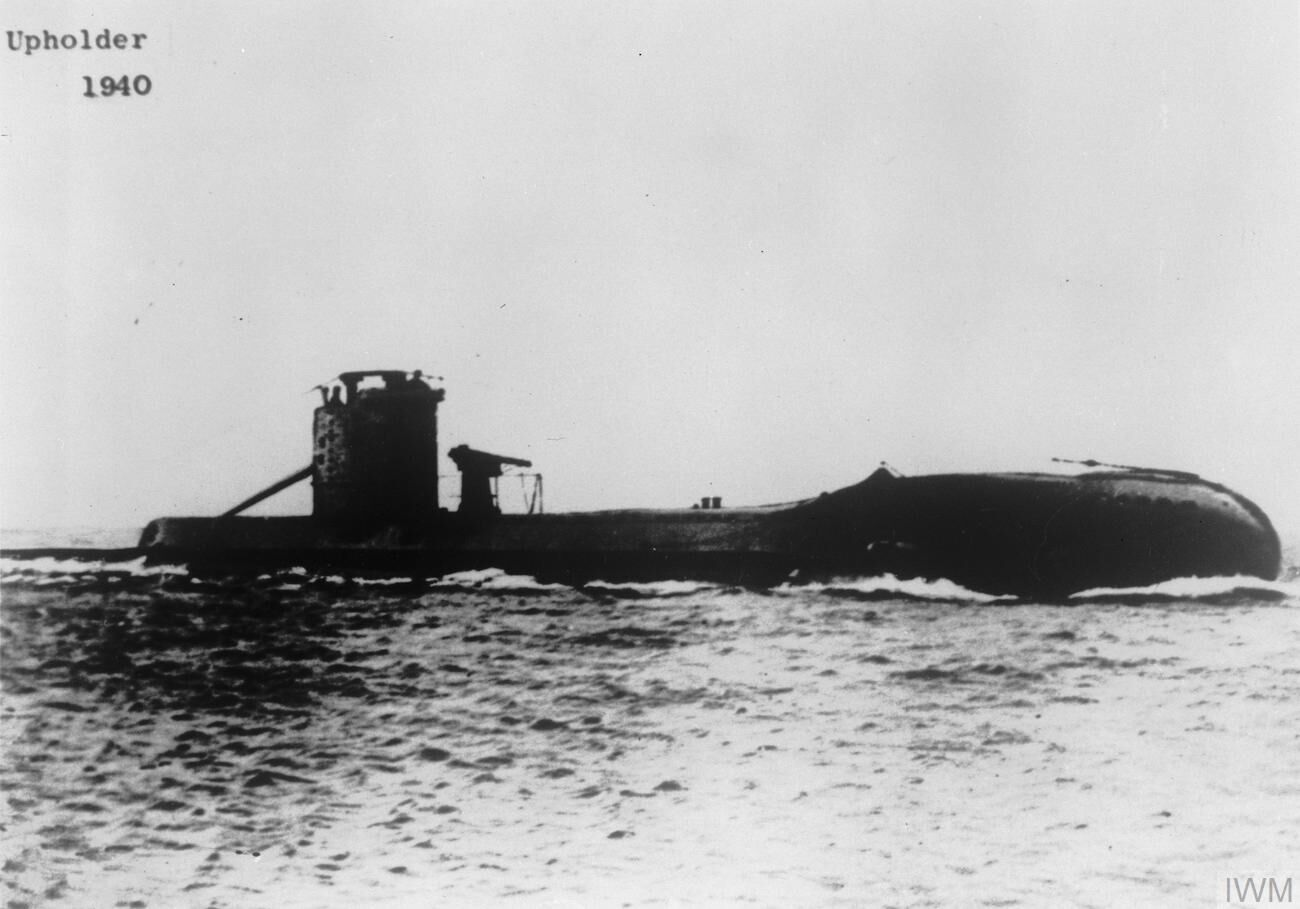
L', el submarí britànic que va aconseguir els majors èxits a la Mediterrània

Després del desastre de Matapan, el nucli central de la flota italiana va romandre essencialment inactiu, mentre que l'atenció dels britànics es va centrar en contrastar els combois que es dirigien a Líbia, on els italoalemanys estaven reunint forces i reorganitzant-se per contraatacar a Cirenaica: el 25 de febrer el creuer lleuger Armando Diaz, amb la intenció d'escortar un comboi, va ser enfonsat amb grans pèrdues humanes pel submarí britànic HMS Upright, èxit compensat el 30 de març quan, al sud de Creta, el creuer HMS Bonaventure va ser torpedinat pel submarí Ambra. El 16 d'abril, un esquadró de destructors de la Royal Navy va atacar un altre comboi davant de les illes Kerkenna i, mentre en perdia un, va enfonsar tres destructors italians i cinc mercants, causant unes 1.700 baixes; de nou el 21 d'abril, els cuirassats de Cunningham van arribar fins a bombardejar el port de Trípoli i el 24 de maig, el transatlàntic Conte Rosso, carregat de tropes, va ser enfonsat pel submarí HMS Upholder comandat per "l'as" Malcolm David Wanklyn amb la mort d'uns 1.300 soldats. Aquestes accions van posar de manifest clarament la manca d'unitats d'Itàlia adequades per escortar el trànsit mercant: els creuers lleugers eren inadequats per a la tasca i mal blindats, mentre que els destructors i els torpediners d'esquadra s'enfrontaven a un ràpid desgast de les màquines dissenyades per a grans velocitats.

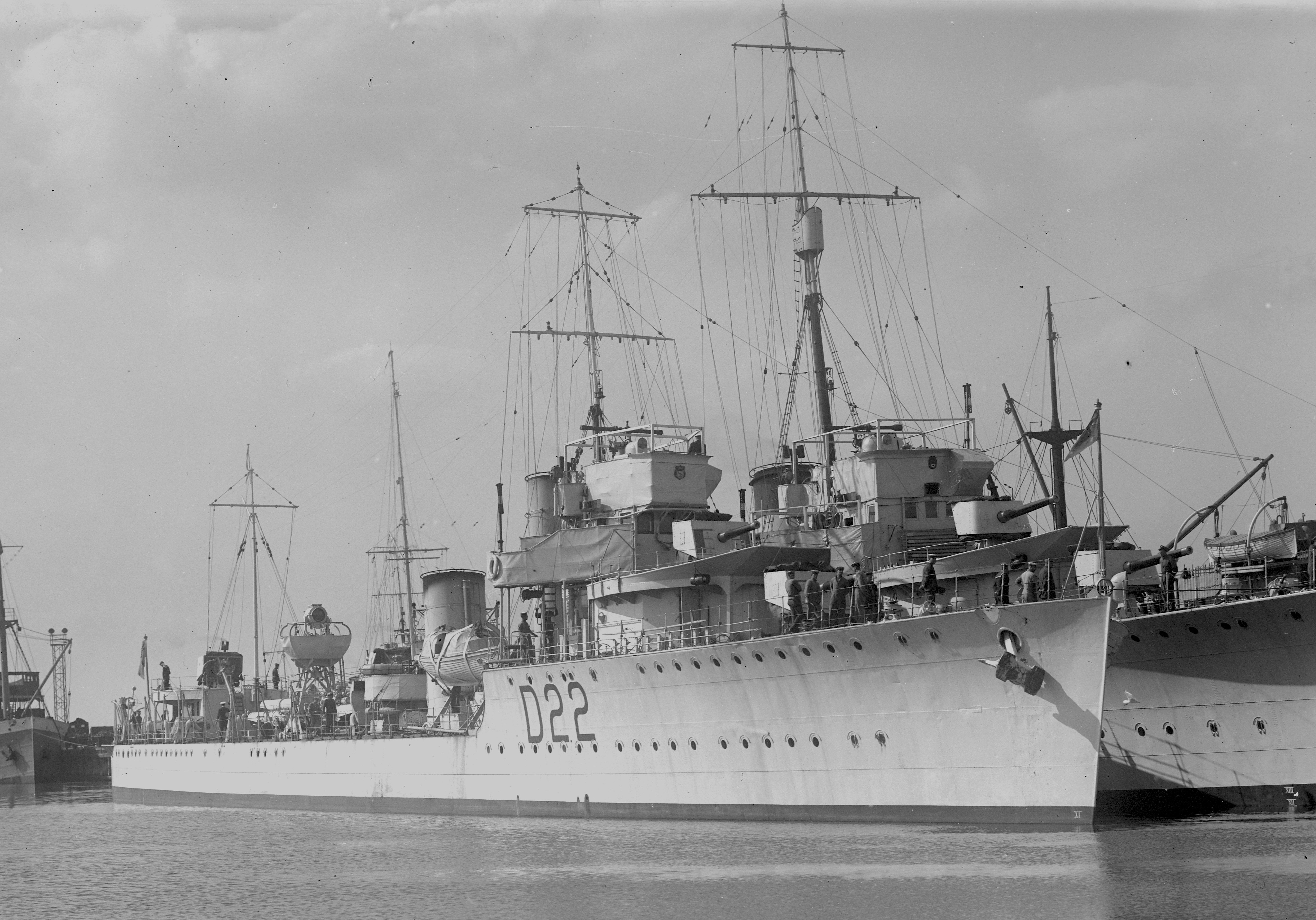
Els destructors HMAS Waterhen i HMAS Stuart, enviats des d'Austràlia al Mediterrani

Per contra, els mateixos britànics van haver de destinar recursos a la defensa del seu tràfic: després de la reconquesta de la Cirenaica per les forces de l'Eix, els destructors de la 10a Flotilla es van encarregar de proveir la guarnició de Tobruk, aïllada i assetjada, amb ràpides travessies nocturnes o escortar combois amb altres navilis lleugers en el que es va conèixer com el servei de ferri de Tobruk. El comandament britànic va ordenar que les sortides es fessin almenys per parelles, de manera que les unitats poguessin donar-se relleu mútuament; l'expedient va tenir èxit quan les forces aeronàutiques italo-alemanes van intervenir per tal d'interrompre aquest trànsit: el balandre de guerra HMS Auckland va ser enfonsat el 24 de juny pels bombarders en picat Junkers Ju 87 mentre ell i el seu company de HMAS Parramatta escortaven un comboi, i els 164 supervivents van ser recuperats per aquest últim. La mateixa sort va córrer el destructor HMAS Waterhen la nit entre el 29 i el 30 de juny, mentre que la nit de l'11 de juliol el destructor HMS Defender va ser greument colpejat durant el transport de tropes a Tobruk i l'aler HMAS Vendetta va acollir a bord 275 homes entre els la tripulació i els passatgers, abans que la unitat s'enfonsés a prop de Sidi Barrani. Tots els caces de la 10a Flotilla, veterans de la Primera Guerra Mundial i molt desgastats pels atacs aeris i l'ús intensiu, foren tanmateix retirats i substituïts pels caçamines HMS Abdiel i HMS Latona, capaços d'assolir velocitats de 40 nusos.

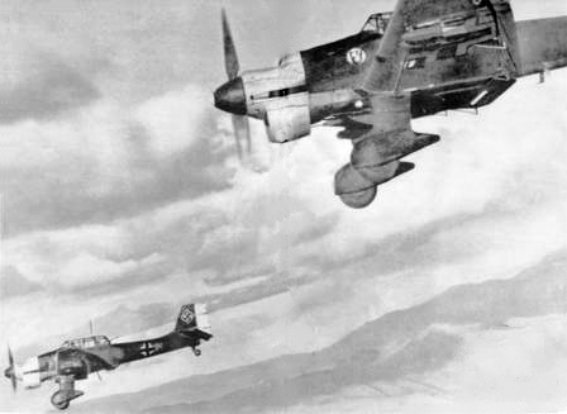
Dos bombarders en picada Ju 87 Stuka, molt utilitzats pels alemanys al Mediterrani

Les derrotes patides per les forces aliades en la ineficaç defensa de Grècia a l'abril i a la batalla de Creta al maig van obligar la flota mediterrània a emprendre àmplies operacions d'evacuació per mar de les unitats britàniques, trobant-se en particular l'oposició de la Luftwaffe. que va causar grans pèrdues: en el curs de diversos atacs aeris els britànics van perdre tres creuers, sis destructors i es van queixar de diversos danys a dos cuirassats, el Formidable, cinc creuers i vuit destructors; gairebé 2.000 mariners experimentats van morir.Aquestes pèrdues van donar una superioritat teòrica a la Regia Marina, compensada però per la retirada de la zona mediterrània de les forces aèries alemanyes després de l'inici de l'atac a la Unió Soviètica. Com a un nou compromís més, al juny la flota mediterrània va ser cridada per donar suport a la invasió de Síria per part de les forces britàniques, enfrontant-se amb les poques unitats navals de França de Vichy desplegades a la colònia: entre els episodis més significatius, el 9 de juny dos destructors francesos van patir greus danys. El destructor britànic HMS Janus va enfonsar el destructor francès  Chevalier Paul el 16 de juny intentant portar subministraments des de la França continental i el 25 de juny el submarí francès Souffleur va ser enfonsat per l'HMS Parthian.
Després de l'èxit de l'operació Excess al gener de 1941, els britànics no van intentar enviar grans combois pel canal de Sicília fins a principis de maig quan, durant l'operació Tigre, un comboi carregat amb 250 tancs per al front nord-africà va aconseguir completar tota la travessia des de Gibraltar a Alexandria, escapant dels atacs aeris i torpediners i perdent un únic mercant a causa d'una mina. Les grans pèrdues patides a Creta van fer que els moviments a gran escala s'ajornessin fins al període comprès entre el 21 i el 24 de juliol: amb l'operació Substància un comboi va arribar a Malta des de Gibraltar i només va ser interceptat per un grup d'avions italians, que va enfonsar un destructor; els cuirassats Vittorio Veneto i Littorio també van sortir al mar, però no van aconseguir enfrontar-se als britànics. La concentració de mercants britànics a La Valletta va provocar que la Xª MAS intentés un atac a Malta durant la nit del 25/26 de juliol, però la força va ser detectada pel radar i fortament atacada amb la pèrdua de dos MAS, uns deu vaixells d'assalt i 15 incursors (inclòs el comandant, Vittorio Moccagatta); divuit van ser fets presoners.

#### Gir del front

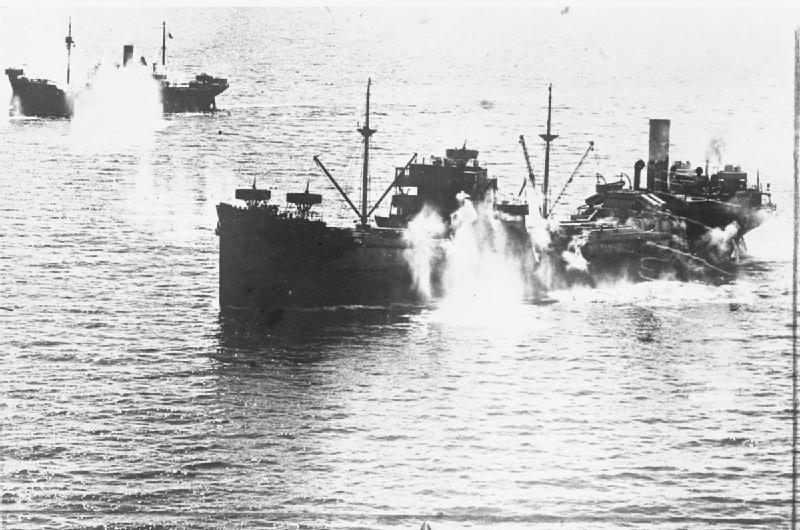
Un comboi italià atacat per avions britànics

Malgrat algunes pèrdues greus com les del comboi del 16 d'abril i del Conte Rosso, durant la primera meitat de 1941 les connexions entre Itàlia i Líbia s'havien mantingut substancialment estables, amb un pic al juliol del 95% del material enviat arribant amb seguretat a la seva destinació. Sense la pressió de la Luftwaffe, Malta s'havia convertit una vegada més en una base segura per a avions i submarins britànics, a la qual es van unir a l'octubre un contingent de creuers lleugers i destructors (Força K). Entre agost i desembre de 1941, coincidint amb les operacions britàniques destinades a alliberar Tobruk del setge que se li havia imposat el maig, el trànsit de vaixells cap a Líbia va tornar a ser atacat, arribant al màxim entre octubre i novembre quan 44 mercants van ser enfonsats. Entre els episodis més sagnants, l'enfonsament dels transatlantics Neptunia i Vulcania realitzats el 18 de setembre pel submarí Upholder (amb 384 soldats morts) i la batalla del comboi Duisburg el 9 de novembre: la Força K va enfonsar dos destructors i set vaixells més entre vapors i vaixells cisterna sense patir pèrdues, malgrat la protecció remota proporcionada per una divisió de creuers italiana sota el comandament del contraalmirall Bruno Brivonesi, qui posteriorment es va enfrontar a un tribunal militar per l'episodi. Tot i que es van pagar amb pèrdues importants (al llarg de 1941 la Royal Navy va perdre deu submarins al Mediterrani, així com un vaixell grec i un vaixell francès lliure), aquests èxits van portar als britànics a tallar els enllaços navals per primera vegada entre Itàlia i Líbia, obligant finalment a les forces italo-alemanyes de Rommel a abandonar la Cirenaica i a caure de nou a Tripolitània. La situació havia empitjorat fins al punt que la Regia Marina va desviar creuers lleugers i destructors per alimentar missions de transport, però aquesta tàctica va resultar contraproduent: el 13 de desembre, durant la batalla del Cap Bon, tres destructors britànics i un holandès van sorprendre els creuers lleugers Alberto di Giussano i Alberico da Barbiano en ruta cap a Trípoli i els van enfonsar tots dos, amb la pèrdua d'uns 900 mariners.

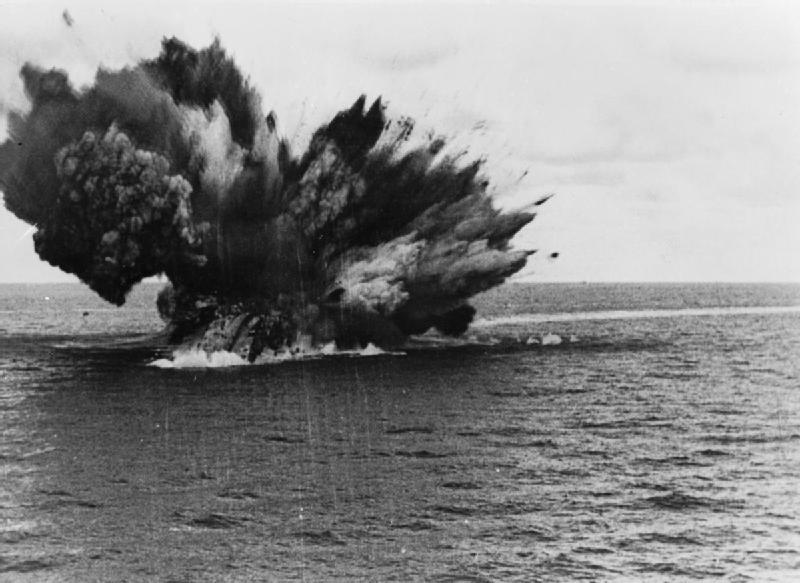
La santabàrbara del Barham explota després de ser torpedinada per un submarí alemany

A les reiterades peticions de Rommel, l'alt comandament alemany va revisar la seva decisió de desvincular-se de la lluita aeronaval al Mediterrani i, a partir de finals de setembre de 1941, els primers submarins van entrar a la conca; en poc temps van començar a recollir èxits importants: el 13 de novembre l'U-81 va torpedinar el portaavions Ark Royal, tornant a Gibraltar d'una missió de llançament d'avions a Malta, que es va enfonsar l'endemà malgrat els esforços per salvar-lo; el dia 25 el cuirassat HMS Barham, compromès en un atac ofensiu de la flota mediterrània, va rebre un torpede de l'U-331 davant de la costa líbia i va explotar. Amb l'inici de l'hivern al front rus, la Luftwaffe va poder enviar contingents a la Mediterrània, iniciant un nou atac contra Malta i combois britànics: el 25 d'octubre, avions alemanys van enfonsar el minador Latona mentre transportava 1.000 soldats polonesos a Tobruk, tot i que pels destructors Hero i Encounter van poder rescatar gairebé tots els homes, mentre que el 27 de novembre l'U-559 va torpedinar el balandre Parramatta. La incapacitat generalitzada i aparent de la Regia Marina per reprendre o amenaçar la iniciativa britànica contrastava amb el dinamisme mostrat per la Xª MAS: després de tres accions semblants el 1940 (dues contra Alexandria el 22 d'agost i el 30 de setembre, una contra Gibraltar el 30 d'octubre) havia fracassat amb grans pèrdues, el 20 de setembre de 1941 els torpedes italians de lentitud (SLC) transportats pel submarí Scirè van aconseguir penetrar el port de Gibraltar i enfonsar dos vaixells cisterna i un vaixell mercant.

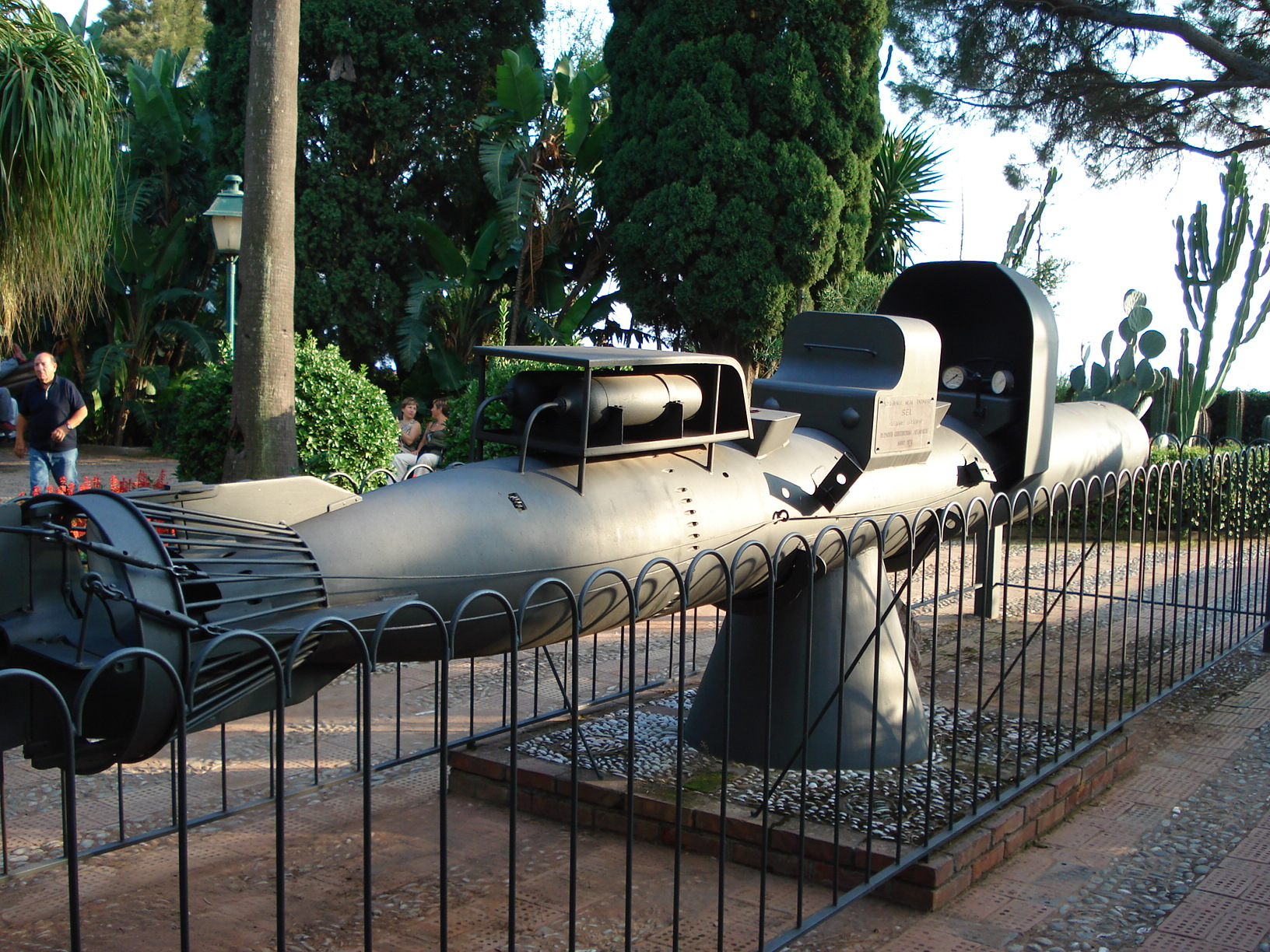
Un torpede humà italià (SLC).

El 1941 va acabar desastrosament per als britànics. El 14 de desembre l'U-557 va enfonsar el creuer lleuger HMS Galatea davant d'Alexandria; el 17 de desembre un comboi italià, que en un intent de "passar a qualsevol preu" va ser escortat pels cuirassats Littorio, Andrea Doria, Duilio i pels creuers Gorizia i Trento sota les ordres de l'almirall Iachino, es va creuar amb un comboi britànic dirigit per Malta des d'Alexandria: la primera batalla de Sirte bàsicament va donar lloc a un intercanvi de salves sense massa danys per als dos contendents, però, en un intent de perseguir els vaixells mercants italians que ja gairebé a la seva destinació, la nit entre el 18 i el 19 de desembre, la Força K es va topar amb un camp minat al costat del costa de Trípoli: el creuer HMS Neptune va ser colpejat per tres bombes, va explotar i es va enfonsar amb tots els homes menys un, el destructor HMS Kandahar va volar, els creuers HMS Aurora i HMS Penelope van quedar seriosament danyats i la Força K va deixar d'existir efectivament com a equip de superfície. Finalment, la nit del 19 de desembre, tres SLC van ser acostades pel submarí Scirè van penetrar al port d'Alexandria i van infligir greus danys als cuirassats Valiant i HMS Queen Elizabeth i a un vaixell cisterna, que es va enfonsar en aigües poc profundes; les dues unitats de combat van ser posteriorment recuperades i posades de nou en servei, però l'acció va reduir durant uns mesos el potencial ofensiu de la flota mediterrània, ara privada tant de cuirassats com de portaavions i sense poder ser reforçada davant l'entrada del Japó a la guerra, que va imposar l'enviament urgent d'unitats a l'oceà Índic.

### 1942

#### Malta assetjada

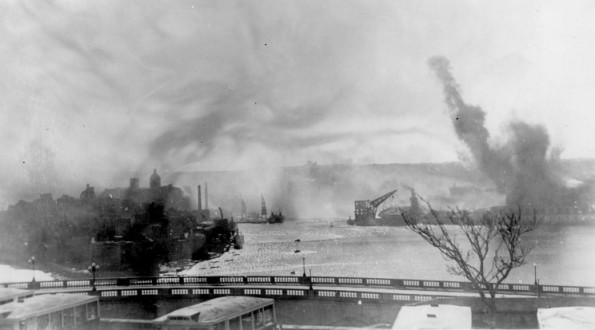
El Gran Port de Valletta sota bombardeig per avions de l'Eix

Encara que les conseqüències de l'atac d'Alexandria van ser ben encobertes pels comandaments britànics, tant és així que durant un temps la Regia Marina no es va adonar de la superioritat que havia adquirit, a mitjans de gener de 1942 s'havia reobert la ruta dels combois italians cap a Líbia: els atacs de submarins i avions basats a Malta van continuar causant baixes, però sense el suport de les unitats de superfície el nivell de baixes va resultar acceptable per a les forces de l'Eix, que van poder rebre subministraments adequats i en constant augment. A finals de gener els italoalemanys havien tornat a Cirenaica, reconquerint Bengasi i fent retrocedir els britànics fins a Ain el-Gazala. La pressió aèria sobre Malta es va tornar progressivament insostenible, gràcies també a l'arribada del II. Fliegerkorps: després d'haver neutralitzat els aeroports de l'illa, la Luftwaffe i la Regia Aeronautica van atacar les estructures portuàries i les drassanes, enfonsant o danyant diverses unitats fondejades; a finals d'abril, tant els membres supervivents de la Força K com els submarins de la 10a Flotilla havien estat evacuats de Malta, que va deixar de funcionar com a port naval i militar.

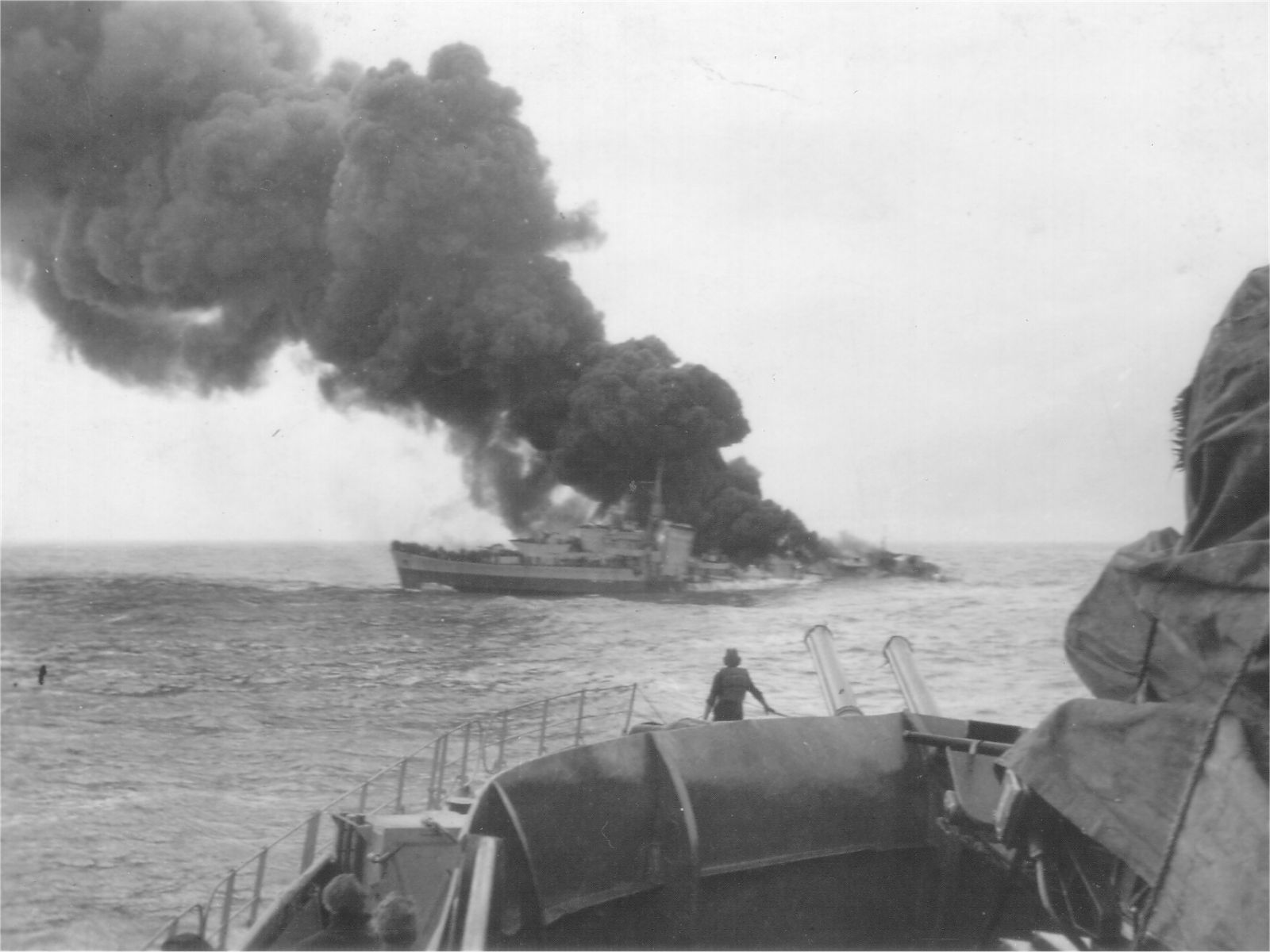
El destructor Gurkha s'enfonsa després de ser torpedinat per un submarí alemany

Encara que estava bloquejada, l'illa va mantenir la seva importància estratègica i el comandament britànic va fer esforços particulars per donar suport a la guarnició esgotada. L'oposició de les forces de l'Eix a les operacions d'aprovisionament es va mostrar progressivament molt forta: al gener un comboi de sis vapors va perdre un vaixell mercant enfonsat en un atac aeri i el destructor Gurkha torpedinat pel submarí alemany U-133; a mitjans de febrer els britànics van posar a la mar els combois MW 9 (tres vapors), amb destinació a Malta des d'Alexandria, i ME 10, amb rumb oposat, però l'operació es va enfrontar amb continus atacs aeris que van enfonsar dos vaixells de càrrega, el destructor HMS Maori a La Valletta i va danyar un tercer mercant que va haver de refugiar-se a Tobruk: per tant cap càrrega va arribar a l'illa. Després d'aquest fracàs, a finals de març el comandament britànic va organitzar una operació a gran escala, que incloïa també atacs aeris als aeròdroms italians i accions de diversió com una ofensiva a Cirenaica i una sortida de la Força H a la Mediterrània occidental, per tal de cobrir enviant quatre vaixells de vapor des d'Alexandria escortats pel que quedava de la flota mediterrània (cinc creuers i 17 destructors); albirat per submarins italians, el comboi es va enfrontar per l'equip de l'almirall Iachino amb el Littorio, tres creuers i deu destructors: la segona batalla de Sirte va veure que l'esquadra britànica aconseguia desenganxar-se mentre informava de diversos danys a les seves unitats, però el retard acumulat va fer que tots els vaixells de vapor fossin enfonsats per atacs aeris en el seu camí cap a Malta o directament dins del port. Es van descarregar molt pocs subministraments.
El 20 de maig de 1942, l'almirall Cunningham va ser cridat a Londres per ocupar el lloc de segon al comandament del general Dwight D. Eisenhower, el nou comandant en cap de les forces aliades, i el lideratge de la flota mediterrània es va passar a l'almirall Henry Harwood. Els britànics van continuar donant suport a Malta enviant subministraments via submarins i unitats ràpides (el minador HMS Welshman es va distingir en aquesta tasca) i llançaments d'avions per part dels portaavions de la Força H: va participar en dues d'aquestes missions (a l'abril i al maig). també l'USS Wasp acompanyat de dos destructors, la primera contribució nord-americana a la lluita a la Mediterrània. Tanmateix, durant uns quants mesos, no es van intentar operacions a gran escala i la situació logística a l'illa aviat es va convertir en molt crítica. El moment semblava aleshores favorable a l'Eix per a un intent de conquesta; els plans en aquest sentit (operació C3) feia temps que es trobaven en una fase de planificació avançada, amb la acumulació de diverses divisions italoalemanes i l'organització d'una "Força Naval Especial" de vaixells de desembarcament a les ordres de l'almirall Vittorio Tur, però també hi havia grans riscos, i el comandament alemany era escèptic. Després de moltes discussions, l'operació es va suspendre a finals d'abril: les unitats aèries alemanyes van ser retirades en gran part per a una ofensiva important al front oriental, mentre que el general Rommel va aconseguir que el gruix dels recursos acumulats es desviés a favor de la seva ofensiva al front nord-africà, la qual cosa va comportar després la reconquesta de Tobruk i l'avanç a Egipte fins a El Alamein.

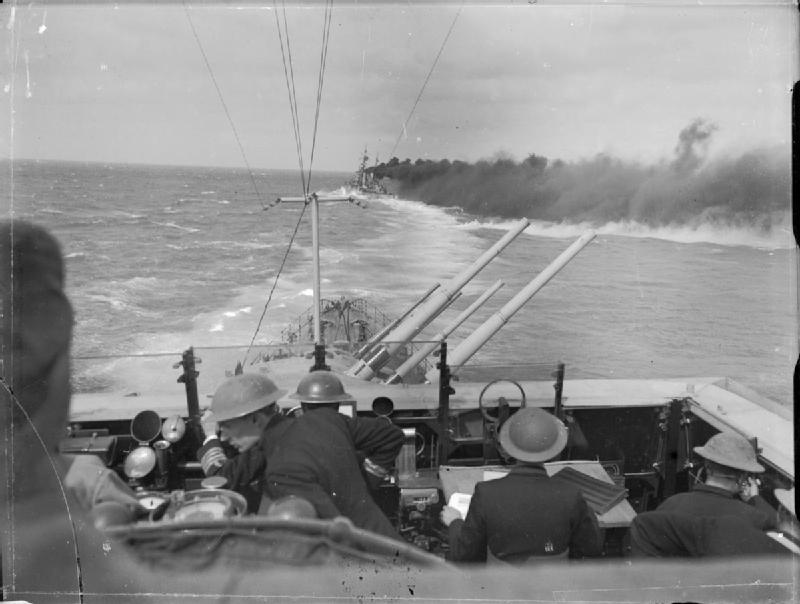
Els canons de 133 mm del creuer Euryalus a punt per disparar durant la batalla de mitjans de juny

Entre el 10 i l'11 de maig, un intent de proveir a Malta amb un esquadró de destructors ràpids, navegant des d'Alexandria, va acabar desastrosament per als britànics quan els bombarders de l'Eix van enfonsar-se davant de la costa líbia tres de les cinc unitats emprades. Després d'aquest fracàs, Harwood va planejar una operació molt més gran per a mitjans de juny, que implicava l'enviament simultani de dos combois, un des de Gibraltar (operació Arpó) i un altre des d'Alexandria (operació Vigorós), escortats tant per la Força H com des de la Flota del Mediterrani: fins i tot unitats provinents d'Anglaterra i de l'oceà Índic van ser destinades per a l'ocasió. L'oposició germano-italiana a aquestes dues accions va provocar la gran batalla de mitjans de juny entre el 12 i el 16 del mes: el comboi de Gibraltar, atacat repetidament per submarins italians i per bandades de bombarders, també va patir un combat a la superfície a les aigües de Pantelleria amb els creuers lleugers de la VII Divisió de l'almirall Alberto Da Zara i va perdre quatre dels sis vaixells mercants que el formaven; el comboi d'Alexandria, atacat repetidament per bombarders i torpediners enlairats de Creta així com per submarins alemanys i torpediners a motor, va trobar el seu camí bloquejat per la sortida de la flota de batalla italiana de l'almirall Iachino, tant que va haver de revertir el rumb. Encara que es va pagar amb la pèrdua del creuer pesant Trento, enfonsat pel submarí HMS Umbra amb grans pèrdues humanes, la victòria de l'Eix va ser clara: contra la pèrdua d'un creuer lleuger, cinc destructors i sis homes mercants (així com diverses altres unitats danyades), la Royal Navy va aconseguir que Malta fos suficient per només unes setmanes.

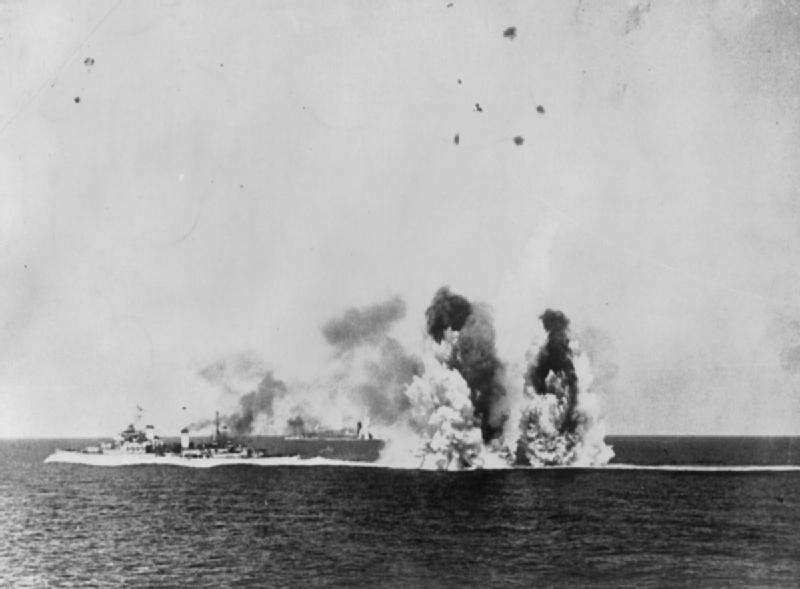
El creuer britànic Kenya sota atac aeri durant la batalla de mitjans d'agost

La situació a Malta continuava sent crítica, però l'alt comandament britànic no es va desanimar i va mantenir la ferma determinació de preservar l'illa. Durant els primers dies d'agost, la Força H de Gibraltar va organitzar una missió d'aprovisionament (operació Pedestal) amb l'ús de forces preponderants: per protegir un comboi de tretze vaixells de vapor i tres petroliers, es va desplegar una gran flota a les ordres de l'almirall Edward Neville Syfret que incloïa quatre portaavions, dos cuirassats, set creuers, 34 destructors, vuit submarins i 17 vaixells més petits; la delmada flota mediterrània, en canvi, no va participar en l'acció excepte amb algunes maniobres de diversió. Donat el gran desplegament contrari, la Supermarina va decidir no enviar la flota de batalla (els seus moviments també es veien obstaculitzats per una greu escassetat de combustible) sinó emprar un complex de forces lleugeres contra el comboi que inclouen avions, submarins i torpediners, a més de preveure una intervenció d'un esquadró de creuers. El complex d'accions aèries i navals entre l'11 i el 15 d'agost va donar lloc, doncs, a l'anomenada batalla de mitjans d'agost: els repetits atacs de les forces de l'Eix van fer que només cinc mercants aconseguissin arribar al seu destí i, tot i que els avituallaments desembarcats podien allargar uns mesos la resistència de l'illa, el preu que va pagar la Royal Navy per aquest èxit va ser molt elevat ja que el portaavions Eagle, els creuers HMS Manchester i HMS Cairo i un destructor van ser enfonsats, sense comptar les moltes altres unitats més o menys greument danyades; la Regia Marina, en canvi, va lamentar de l'enfonsament de dos submarins i de la ineficàcia de la intervenció dels creuers, oposats pels vaixells submarins britànics que van danyar greument el Bolzano i el Muzio Attendolo.

#### El punt d'inflexió

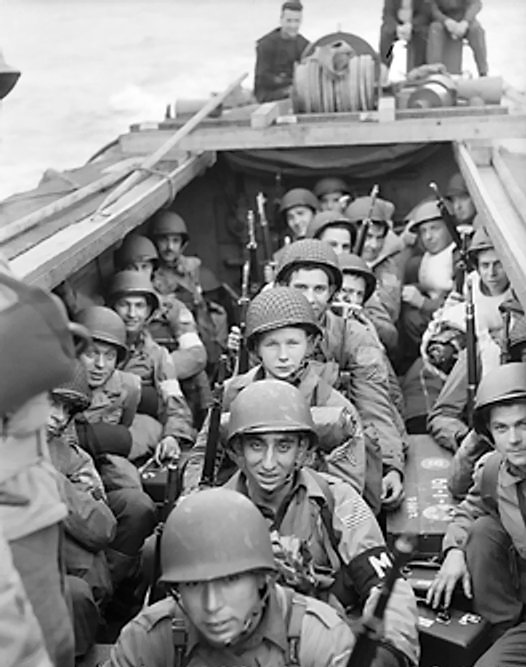
Soldats nord-americans a bord d'una nau de desembarcament durant l'operació Torxa

El cost elevat de les operacions d'estiu va desanimar els britànics d'emprendre altres enviaments massius de mercants i càrrega a Malta durant diversos mesos, a l'espera d'una inversió de la sort a la campanya del nord d'Àfrica. No obstant això, els subministraments que arribaven, els llançaments freqüents d'avions des de portaavions i sobretot la reducció dels bombardejos aeris van fer que Malta tornés a ser un eficaç element de pertorbació per als combois italians dirigits a Líbia: a partir de l'agost de 1942, les pèrdues per als els combois italians van començar a créixer gradualment, en particular a causa dels atacs aeris. Per tal de colpejar amb força la dispersa xarxa logística de l'enemic, a la nit entre el 13 i el 14 de setembre els britànics van engegar una ambiciosa operació destinada a conquerir Tobruk amb un assalt amfibi de forces seleccionades i aguantar-la durant 24 hores, per tal d'inutilitzar completament el port: l'acció (operació Narcís), però, es va trobar amb la resistència inesperada de la guarnició italiana i la intervenció de les forces aèries alemanyes. Els britànics van ser rebutjats, el creuer lleuger HMS Coventry va ser enfonsat juntament amb els destructors HMS Sikh i HMS Zulu i diverses unitats amfíbies; el cos expedicionari va tenir més de 700 caiguts i 500 presoners.
Malgrat l'èxit defensiu, la posició de les forces de l'Eix era precària, hi havia escassetat de subministraments i sobretot de combustible; al contrari, els britànics van poder acumular grans reserves i magatzems i reconstruir les files de les seves divisions, de cara a una ofensiva general per expulsar l'Eix del continent. Per intentar evitar l'imminent atac britànic, el general Albert Kesselring va llançar a Malta totes les forces restants de la Luftflotte 2 l'11 d'octubre, però ja el dia 20 va haver de suspendre el bombardeig a causa de grans pèrdues en avions i pilots: era l'última sèrie d'atacs a l'illa, el setge de la qual va acabar al cap de 28 mesos. El 23 d'octubre de 1942 el 8è Exèrcit britànic va llançar la segona batalla d'El Alamein i, després de sagnants enfrontaments, finalment va derrotar les forces italo-alemanyes de Rommel el 3 de novembre i el gener de 1943 va ocupar finalment Trípoli. Mentrestant, el 8 de novembre, una gran flota de 300 vaixells de guerra, transports i unitats logístiques havia desembarcat més de 100.000 soldats angloamericans (a més d'algunes unitats de la França Lliure) al Marroc i Algèria: després d'una resistència inicial i de diversos errors comesos per les encara inexpertes forces nord-americanes, les unitats franceses de Vichy van desertar en massa cap als aliats, cosa que els va permetre establir posicions fortes a Alger i Orà. Encara que avisats per la concentració de mitjans aliats a Gibraltar, Itàlia i Alemanya van poder fer molt poc per impedir l'acció angloamericana i, després d'haver rebutjat una intervenció de les unitats de superfície per la clara superioritat dels aliats, només es van llançar avions per contrarestar l'enemic i els submarins: es van aconseguir diversos èxits, com l'enfonsament dels destructors HMS Martin i Isaac Sweers per l'U-431 o les incursions del submarí Platino contra la rada de Bougie, però la clara superioritat dels aliats els va permetre consolidar les seves conquestes en poc temps i els sistemes de guerra antisubmarins millorats van collir moltes víctimes entre les embarcacions enemigues. El 20 de novembre es va confirmar finalment la inversió de la sort dels italo-alemanys a la Mediterrània, quan durant l'operació Edat de pedra un comboi britànic va arribar a Malta sense haver patit cap pèrdua, posant fi al dur setge de l'illa.

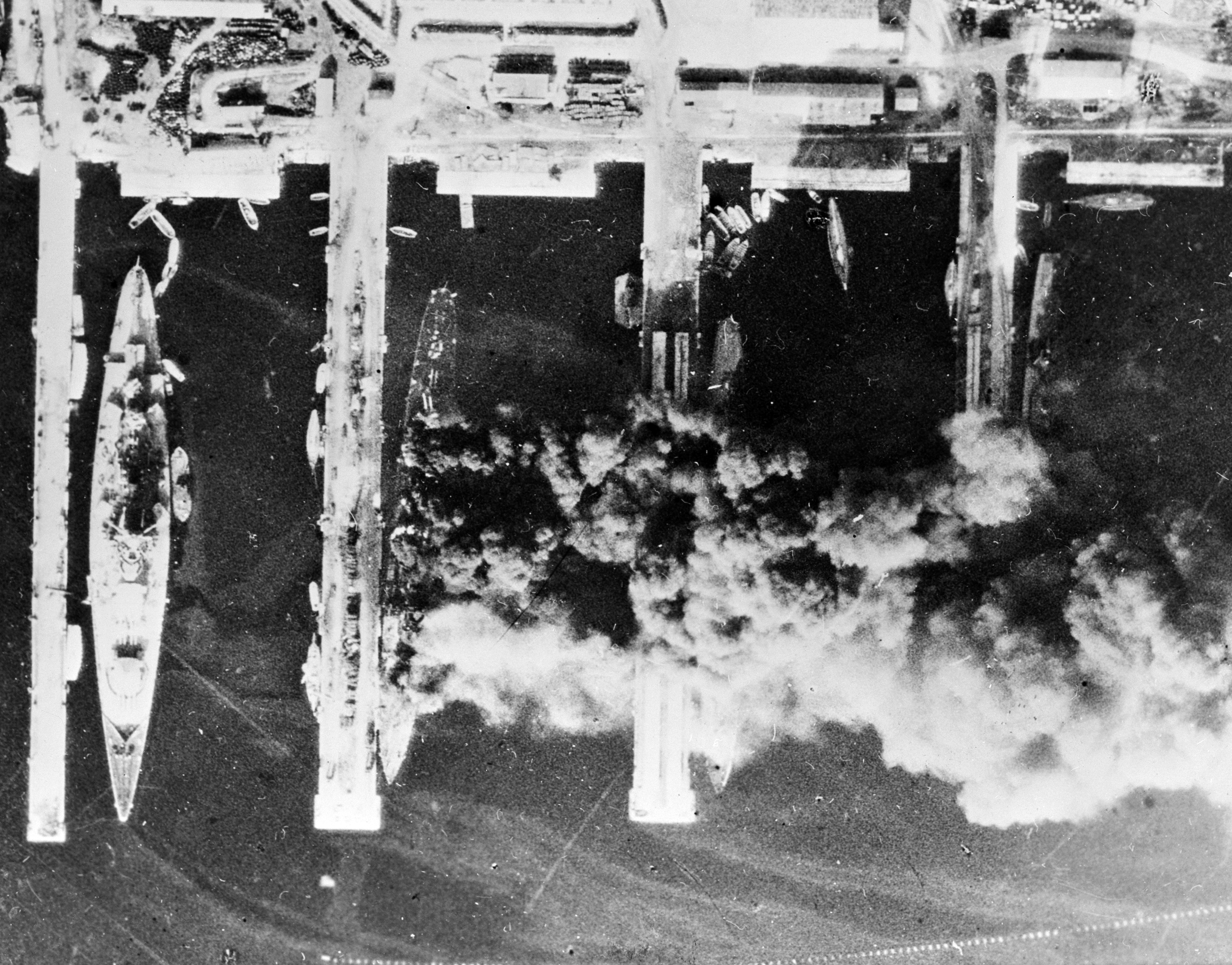
La flota francesa s'enfonsa a Toulon: des de l'esquerra, cremen els creuers Strasbourg, Colbert, Algérie i Marseillaise

Com a resposta al moviment angloamericà al nord d'Àfrica, el 10 de novembre el Heer va iniciar l'ocupació del sud de França: la flota francesa va romandre concentrada a Toló però el 27 de novembre, després d'haver sentit a parlar d'un intent alemany de capturar-la, va preferir auto-enfonsar-se en massa; només unes poques unitats lleugeres i submarins van ser recuperades i posades de nou en servei pels italo-alemanys. Mentrestant, la Regia Marina desembarcava tropes a Còrsega i Tunísia, fàcilment capturades: la possessió de Tunísia, cap a la qual el general Rommel es va retirar de Líbia, esdevingué ara decisiva per mantenir el control del canal de Sicília i evitar una invasió de Sicília. L'entrada inicial d'unitats de l'Eix cap als ports del nord de Tunísia es va produir sense molta oposició dels aliats, encara decidits a reorganitzar-se, i en poc temps els italo-alemanys van aconseguir la possessió dels ancoratges de Tunis i Bizerta; el contrast amb els combois navals va anar creixent amb el temps, reforçat per una superioritat de mitjans que a poc a poc es va convertir en aclaparadora: el 2 de desembre la batalla del banc de Skerki va veure com una força naval britànica de tres creuers i dos destructors va sortir des de la nova base avançada de Bona a Algèria, destruïa completament sense patir pèrdues un comboi italià amb destinació a Tunísia.
L'obertura del nou teatre d'operacions va portar la Supermarina a traslladar l'esquadró de batalla de Tàrent a Nàpols, al qual s'havia unit fa unes setmanes el nou cuirassat Roma; tanmateix, els ports del sud d'Itàlia estaven a l'abast dels nous bombarders pesants nord-americans i el 4 de desembre els B-24 Liberators de les Forces Aèries de l'exèrcit dels Estats Units, sortint d'Egipte, van bombardejar durament el port de Nàpols: els creuers lleugers Muzio Attendolo, el Raimondo Montecuccoli i l'Eugenio di Savoia van ser enfonsats. Per evitar més pèrdues, els cuirassats de la classe Littorio es van tornar a desplegar a La Spezia i els creuers a La Maddalena, deixant a Tàrent només els cuirassats modernitzats considerats ara de reduïda utilitat bèl·lica: aquesta descentralització, de fet, va marcar la sortida de l'escenari de les principals unitats de batalla italianes de la campanya naval. La Xª MAS va continuar operant contra els aliats, amb èxits alternats: el 8 de desembre tres SLC van salpar de l'Olterra, un vaixell de vapor ancorat al port espanyol d'Algesires i reequipat en secret com a base de suport dels incursors italians, cap a la carretera de Gibraltar, però la vigilància britànica havia augmentat després de les incursions anteriors i la missió va fracassar. Més reeixit va ser l'atac de l'11 de desembre del submarí Ambra contra Alger (operació N.A. 1): va penetrar a la rada, alliberant tres SLC i deu atacants que van enfonsar dos mercants i van danyar tres més. En general, però, l'oposició de l'Eix a la imponent operació amfíbia va recollir resultats insignificants i va costar la destrucció de 14 submarins, la meitat alemanys.

### 1943

#### El final de la batalla dels combois

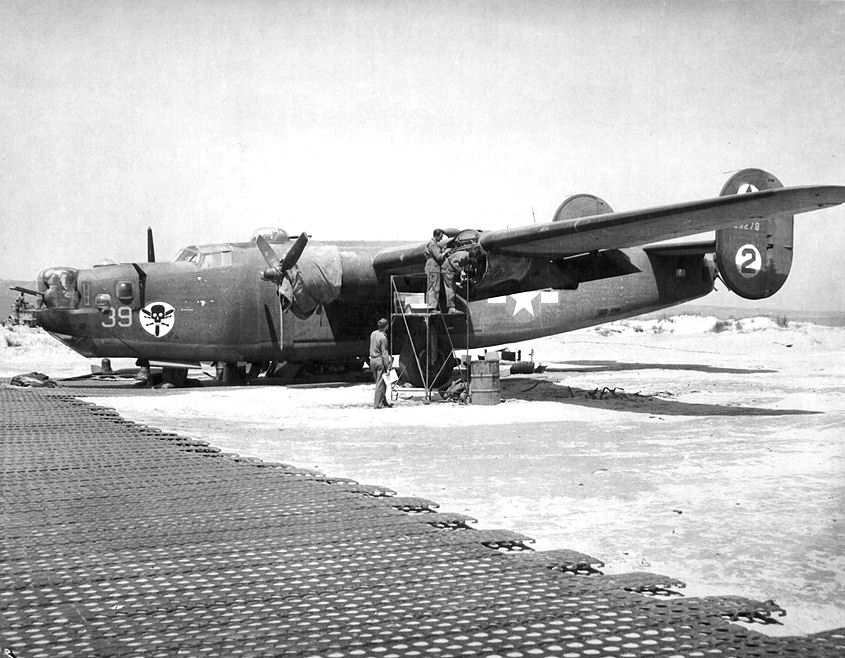
Un B-24 nord-americà en manteniment a la base de la força aèria d'Enfidaville a Tunísia

Amb Líbia definitivament perduda (Trípoli va ser ocupada el 21 de gener de 1943), l'escenari de la batalla dels combois es va traslladar més a l'oest, per les rutes que connectaven Sicília amb Tunísia: si d'una banda el recorregut era molt més curt, després de dos anys i mig de guerra el canal de Sicília estava farcit de camps de mines, la qual cosa obligava els vaixells a circular per passadissos preestablerts sense, per tant, la possibilitat de realitzar grans maniobres evasives; a més, amb avions de l'Eix plenament compromesos en la campanya de Tunísia els aliats gaudien d'una notable superioritat aèria al canal, permetent-los un ampli reconeixement que anul·là el secret dels moviments navals italo-alemanys, facilitant els assalts dels submarins amb base a Alger i Malta i de les unitats de superfície estacionades a Bona (Força Q)), als quals es van sumar els atacs dels bombarders B-24. La superioritat aèria de l'adversari va fer que la Regia Marina deixés de reunir grans combois, preferint enviar els vaixells mercants en grups més reduïts i fer un ús massiu de destructors, torpediners, fins i tot de submarins, barcasses a motor i altres vaixells petits: inevitablement el desgast dels destructors era enorme, dels quals només deu, de mitjana, van romandre en servei des del gener.
No es van produir més batalles importants, sent substituïdes per una infinitat d'accions a menor escala (en sis mesos els combois de l'Eix van patir no menys de 253 accions ofensives de tot tipus, més del doble de les registrades a les rutes líbies): exemples van ser la batalla del comboi Cigno del 16 d'abril, en què dos destructors britànics van atacar un comboi de dos torpediners italians i un mercant amb l'enfonsament d'una unitat cadascun, o la batalla del comboi de Campobasso el 4 de maig, que va veure tres destructors britànics enfonsar un vaixell torpediner i un vaixell de vapor. En conjunt, el període entre novembre de 1942 i maig de 1943 va veure l'enfonsament de 243 unitats navals de l'Eix de tot tipus (inclosos 23 vaixells de guerra i 151 vaixells de vapor) més de dos terços causats per un atac aeri, però la Marina va aconseguir garantir un subministrament constant de subministraments: el 93% de les tropes (72.246 homes), el 72% dels materials (212.060 tones), el 71% dels combustibles (94.472 tones) van ser desembarcats, encara que en el període març-maig de 1943 hi va haver un fort augment de les pèrdues i una caiguda dràstica de l'enviament de combois. La rendició de les últimes forces de l'Eix a Tunísia, 13 de maig de 1943, marcà el final de la batalla dels combois per a la Regia Marina.
Mentrestant, continuaven les operacions dels vehicles especials, ara també realitzades per la Royal Navy a través dels seus Chariots, còpies dels SLC italians. A principis de gener de 1943 els britànics van intentar una ambiciosa operació de forçament simultani dels ports de La Maddalena i Palerm: el submarí HMS P311 amb destinació a La Maddalena amb dos Chariots va desaparèixer sense deixar rastre, probablement víctima de l'impacte amb mines, però els submarins Trooper i Thunderbolt van arribar a Palerm i van alliberar cinc Chariots la nit del 2 al 3 de gener, que van enfonsar el casc del creuer incomplet Ulpio Traiano i van danyar greument el transatlàntic Viminale; un atac contra Trípoli entre el 18 i el 19 de gener va fracassar, mentre que altres atacs planejats contra els ports italians van ser cancel·lats després de la rendició d'Itàlia. La Xª MAS va respondre la nit entre el 7 i el 8 de maig, quan tres SLC de l'Olterra van violar la rada de Gibraltar i van danyar greument tres mercants, tornant després indemnes a la base; a més, entre juny i agost, el bussejador Luigi Ferraro, infiltrat a Turquia amb una identitat diplomàtica falsa, va aconseguir minar i enfonsar tres vaixells mercants enemics als ports d'İskenderun i Mersin.

#### El desembarcament a Sicília

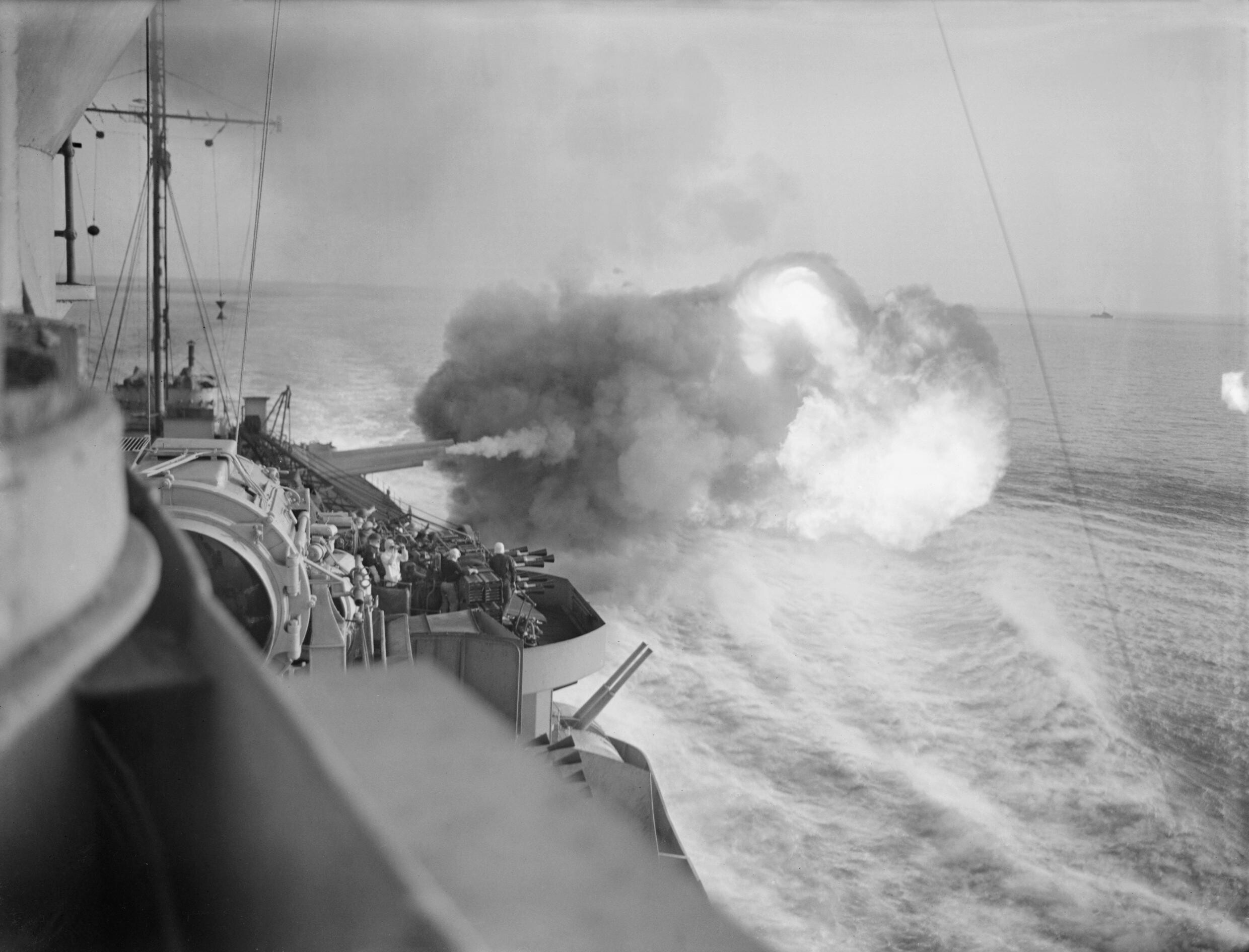
Els grans canons del cuirassat Warspite disparen durant les operacions de desembarcament a Sicília

El següent pas després de l'ocupació aliada de Tunísia va ser la invasió de Sicília, per tal de reobrir tota la conca mediterrània al trànsit de combois mercants. Els preparatius per al desembarcament, iniciats en la campanya de Tunísia en curs, van anar acompanyats del mètode de martelleig dels ports italians: el 10 d'abril un violent bombardeig neutralitzà l'esquadró de creuers estacionat a La Maddalena, enfonsant el Trieste i danyant seriosament el Gorizia; el 13 de maig, una incursió de 300 bombarders va mig destruir la ciutat de Càller i va enfonsar una vintena de vaixells més petits amarrats allà, mentre que La Spezia va ser greument afectada el 19 d'abril (el destructor Alpino i va patir greus danys per l'arsenal) i el 5 de juny (els cuirassats Roma i  Vittorio Veneto van patir danys força greus). Les unitats lleugeres aliades van continuar atacant els combois en aigües italianes i, a la nit entre l'1 i el 2 de juny, els destructors Vasilissa Olga (grec) i Jervis van enfonsar el torpediner Castore i un vaixell mercant davant del cap Spartivento. El 8 de maig van començar els atacs aeris contra Pantelleria, sotmesos a un bloqueig naval (operació Llevataps): després de forts bombardejos diaris i d'un bombardeig aeri-naval que va durar del 8 al 10, l'illa es va rendir l'endemà. Lampedusa, objectiu simultània d'avions i vaixells aliats, va capitular el dia 12.
El desembarcament a Sicília va començar, doncs, el 9 de juliol de 1943: l'operació es va completar amb una enorme flota naval composta per 2.590 unitats de tot tipus, incloent sis cuirassats (inclosos els moderníssims HMS Howe i HMS King George V), dos portaavions i cinc escortes, tres monitors, una vintena de creuers i un centenar de destructors, part dels quals provenien de la Vuitena flota dels Estats Units del vicealmirall Henry Hewitt (càrrega naval de l'assalt); la força aèria comptava amb més de 4.000 avions. Encara que avisada pel reconeixement de la sortida al mar de la flota aliada, la Regia Marina va decidir no comprometre les seves principals unitats a contrarestar el desembarcament: a més del fet que amb els vaixells concentrats als ports del nord d'Itàlia no podria haver tingut lloc cap reacció abans de 25 hores, arribant així quan els desembarcaments ja s'haurien completat, amb l'aclaparadora superioritat aèria de l'enemic i la manca d'unitats d'escorta (només podíem comptar amb una dotzena de destructors eficients) va fer preveure una quasi segura aniquilació de l'esquadra fins i tot abans d'entrar en la batalla amb les naus aliades.
La lluita contra el desembarcament a Sicília es va expressar només amb mitjans lleugers: tot i que molt reduït en nombre i delmat per les unitats d'escorta aliades (amb vuit unitats perdudes, el juliol de 1943 va ser el mes amb més enfonsament de submarins italians de la guerra), les embarcacions submarines de l'Eix encara van registrar alguns èxits com els danys dels creuers HMS Cleopatra el 15 de juliol (atribuït a l'Enrico Dandolo) i l'HMS Newfoundland el 23 de juliol (atribuït diverses vegades a l'Ascianghi o a l'U-407); el 16 de juliol el portaavions HMS Indomitable va ser danyat per un torpediner italià i el nou creuer lleuger  Scipione Africano va rebutjar amb èxit un atac dels torpediners britànics a motor a l'estret de Messina la nit del 16 al 17 de juliol. A principis d'agost la Supermarina, malgrat el comportament passiu, va decidir bombardejar Palerm ocupada aleshores amb els creuers lleugers de la VII Divisió (Eugenio di Savoia, Montecuccoli) i VIII Divisió (Giuseppe Garibaldi,  Emanuele Filiberto Duca d'Aosta): la primera divisió, però, es va retirar el matí del dia 6 després d'haver apuntat a algunes unitats enemigues prop d'Ustica, i la 8a Divisió, fent un avanç vacil·lant a través de la boira, es van retirar el vespre del 8 d'agost després d'albirar creuers enemics. Finalment, les unitats més petites de la Regia Marina van treballar dur per evacuar la guarnició italo-alemanya de Sicília (operació Lehrgang), transportant amb èxit més de 100.000 homes i 17.000 tones de materials a través de l'estret de Messina. El 17 d'agost tota Sicília va ser ocupada pels angloamericans.

#### L'armistici d'Itàlia

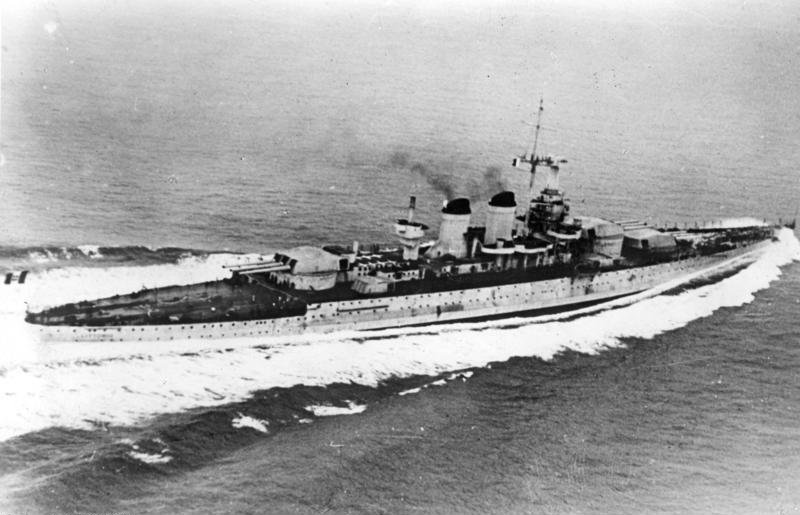
El cuirassat Littorio, ja rebatejat Itàlia, en ruta cap a Malta el 9 de setembre de 1943, el dia que va rebre l'impacte d'una bomba alemanya.

El desembarcament a Sicília i la seva pèrdua van ser una de les causes que van contribuir a la caiguda del feixisme i, immediatament després, a l'inici de negociacions secretes entre Itàlia i els Aliats, que van donar lloc a l'armistici de Cassibile el 3 de setembre; la seva entrada en vigor es va ajornar fins al moment del desembarcament principal de les forces aliades a la península Itàlica i, per no alertar els alemanys, es van dur a terme les operacions militars de la Regia Marina (mantinguda gairebé sense cap mena de coneixement de les negociacions de l'armistici) com és habitual: el 7 de setembre, el submarí Velella va ser torpedinat i enfonsat per l'HMS Shakespeare davant de Punta Licosa, convertint-se així en l'última unitat perduda per la Regia Marina en accions de combat contra els Aliats. Ara sota les ordres de l'almirall Carlo Bergamini, la flota de batalla italiana es preparava mentrestant per a una darrera sortida contra els esquadrons angloamericans amb l'ocupació de totes les unitats supervivents: si els aliats desembarcaven a Gaeta o a Salern, com es considerava més probable, les unitats concentrades a La Spezia i que inclouen els tres cuirassats de la classe Littorio, cinc creuers lleugers, deu destructors, quinze torpediners i corbetes i quinze submarins haurien intervingut; en cas d'operacions amfíbies a la Pulla, l'equip de Tàrent hauria intervingut amb els antics cuirassats Andrea Doria i Duilio, tres creuers lleugers, un destructor, una dotzena de torpediners i corbetes i nou submarins. Els vaixells van rebre l'ordre de lluitar "fins a les últimes conseqüències".
En lloc de l'ordre de sortida, el 8 de setembre al vespre va arribar la comunicació oficial de l'estipulació d'un armistici de manera força inesperada, seguida d'instruccions a l'esquadra de rendir-se als aliats a Malta o en algun dels ports controlats per aquests, recorrent als enfonsaments només si tot moviment era impossible. Bergamini va protestar i va proposar la idea de destruir els vaixells, però després d'una conversa telefònica amb els seus superiors (el cap d'estat major i ministre de la Marina, l'almirall Raffaele de Courten i el cap d'estat major adjunt Luigi Sansonetti) va acordar portar l'esquadró de batalla no a Malta sinó a La Maddalena, a l'espera de nous successos. La formació va sortir de La Spezia el matí del 9 de setembre, mentre els alemanys procedien a desarmar i capturar les unitats italianes; navegant a l'oest de Còrsega, Bergamini va arribar a l'illa d'Asinara a les 13:00, on va rebre la notícia que la Maddalena havia caigut en mans alemanyes i que l'esquadra havia d'arribar immediatament a Bona a Algèria. Ja identificada pels exploradors de la Luftwaffe, la formació va ser atacada diverses vegades per bombarders alemanys utilitzant les noves bombes planejadores Ruhrstahl SD 1400: el cuirassat Roma, va rebre diversos impactes, va explotar i es va enfonsar amb més de 1.300 morts (inclòs l'almirall Bergamini), mentre que l'Italia (ex Littorio) va rebre dos impactes però va poder continuar. Ara sota el comandament de l'almirall Romeo Oliva, l'esquadra va arribar a Bona i Malta el matí del 10 de setembre. El creuer lleuger Attilio Regolo, tres destructors i tres torpediners, es van aturar per recuperar els nàufrags del Roma, dirigint-se en canvi a Maó, a les Illes Balears, i allà van ser internats per les autoritats espanyoles.

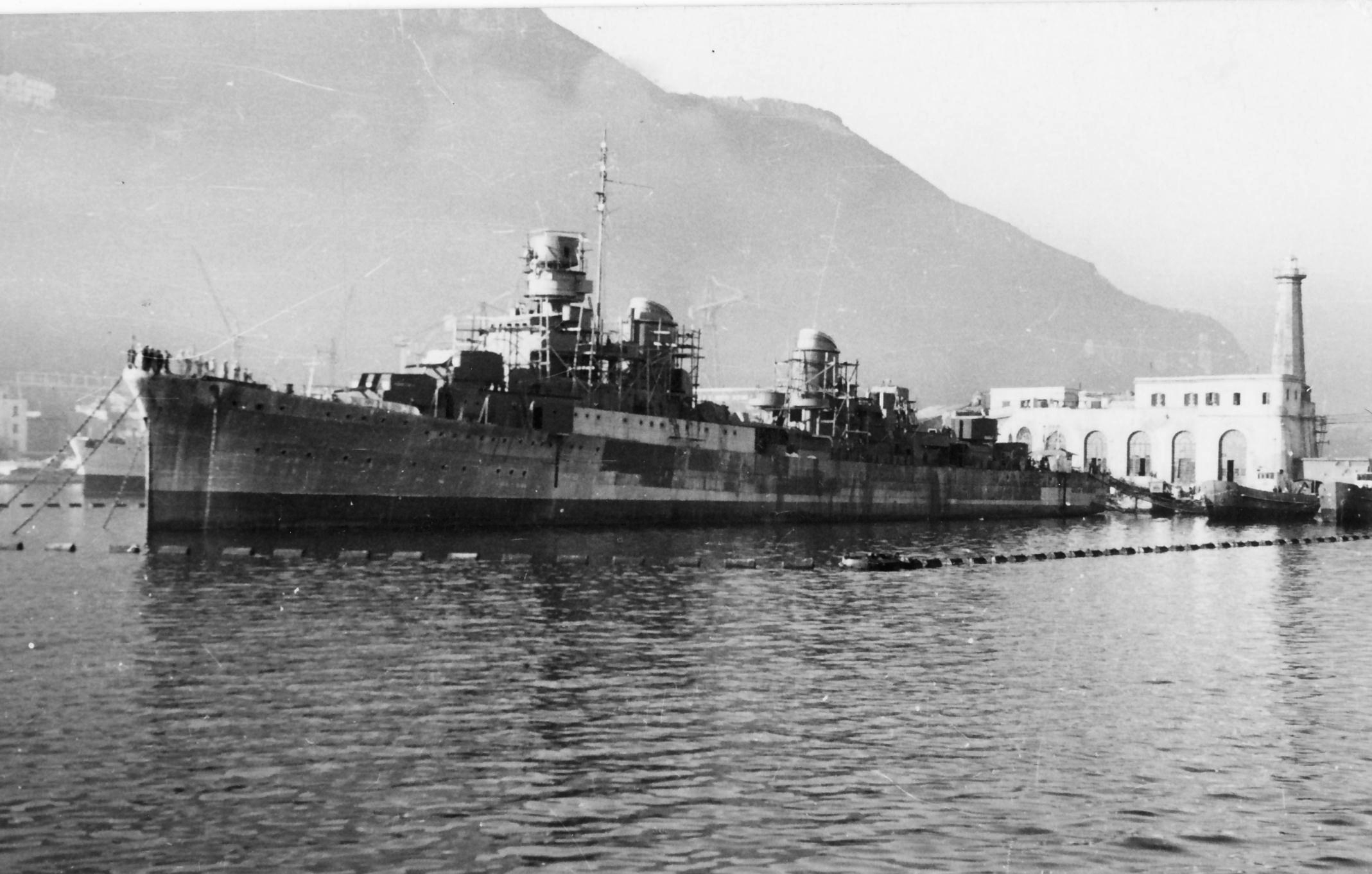
El Giulio Germanico en construcció a Castellammare di Stabia

El trasllat dels vaixells situats a Tàrent es va fer sense incidents i les unitats van arribar a Malta el 10 de setembre; altres unitats van arribar soles des del Tirrè i l'Adriàtic, inclòs el cuirassat Giulio Cesare sobre el qual es va resoldre un intent de motí sense conseqüències després d'algunes negociacions entre la tripulació i el comandant. La corbeta Baionetta, escortada pel creuer Scipione Africano, va embarcar des dels ports de Pescara i Ortona el rei Víctor Manuel III amb la família reial i el govern, que havien fugit de Roma, i els va portar a la seguretat de Bríndisi. Els destructors Ugolino Vivaldi i Antonio da Noli, inicialment destinats a Civitavecchia per portar el sobirà a bord des d'aquest port, després va intentar unir-se a l'esquadra de Bergamini a La Maddalena però van ser enfonsats a les Bocche di Bonifacio pels atacs alemanys. A Bastia, a Còrsega, el torpediner Aliseo del capità de fragata Carlo Fecia di Cossato va intervenir amb contundència contra els alemanys que havien atacat les unitats italianes locals, enfonsant diversos vaixells enemics i alliberant el torpediner Ardito que havia estat capturada. Nombroses altres unitats de gran tonatge o menor, incapaços de moure's perquè malmeses o encara en construcció, van ser capturades pels alemanys al port, no sense enfrontaments amb les tripulacions italianes : el capità de corbeta Domenico Baffigo, comandant del creuer lleuger Giulio Germanico encara en establert a Castellammare di Stabia, va coordinar durant tres dies la defensa de la base i els durs enfrontaments amb els alemanys, abans de ser enganyat i afusellat.

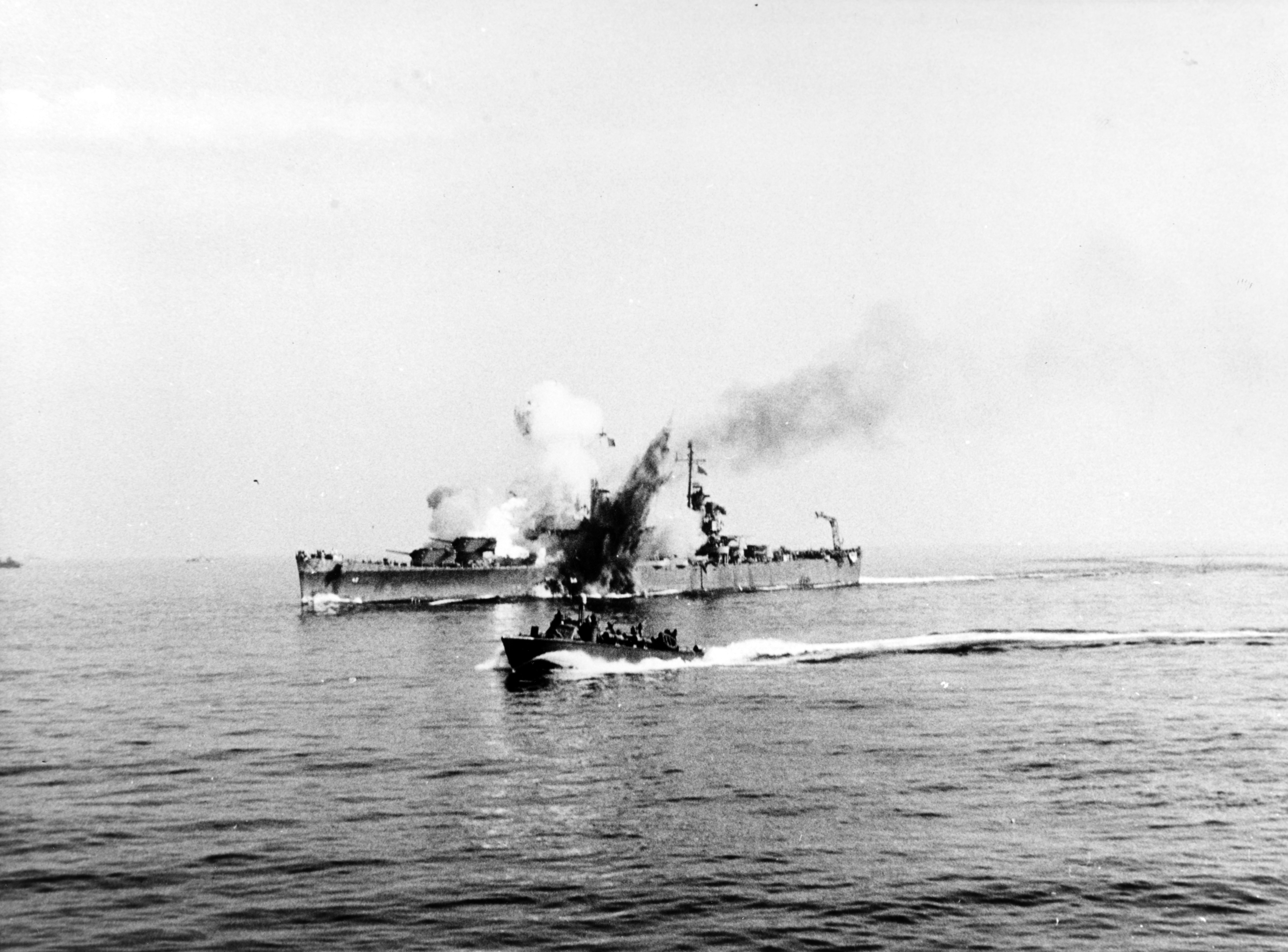
El creuer nord-americà Savannah és colpejat per una bomba lliscant alemanya davant de Salern

Mentre els convulsos esdeveniments de l'armistici italià estaven en marxa, el matí del 9 de setembre els aliats van emprendre l'assalt amfibi a la península: un contingent secundari va desembarcar a Tàrent sense trobar cap oposició però va perdre el minador HMS Abdiel, carregat de tropes, volat per un bombardeig de mines llançat pels alemanys a l'últim moment; el principal contingent va desembarcar a Salern i a primera hora es va trobar amb una feble resistència alemanya que, però, es va enfortir ràpidament. Els durs contraatacs al cap de pont va amenaçar seriosament de tornar al mar el contingent aliat, que va poder mantenir les seves posicions gràcies a l'aclaparadora potència de foc proporcionada per la flota de suport (més de 500 unitats entre elles quatre cuirassats, dos portaavions i quatre escortes, dos monitors, onze creuers). Contra els vaixells aliats, els alemanys només van llançar atacs aeris, fent un ús extensiu de les bombes planejadores Ruhrstahl SD 1400 i dels míssils guiats Henschel Hs 293, un nou concepte d'arma ja provat a l'agost al Golf de Biscaia : els SD 1400 van ser responsables de greus danys als creuers lleugers USS Savannah l'11 de setembre i HMS Uganda el 13 i el cuirassat Warspite el 16, un Hs 293 va impactar i destruir el vaixell hospital HMHS Newfoundland el 13 de setembre.

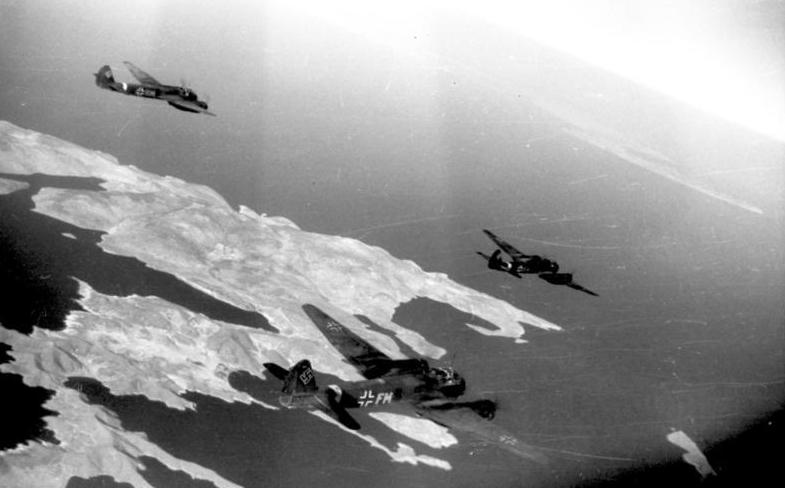
Un grup de Junkers Ju 88 sobrevolant Astypalea. L'illa de Kos és visible a la part superior dreta.

Els dies posteriors a l'armistici, les unitats de la Regia Marina es van dedicar a la difícil tasca d'evacuar les forces italianes del sector balcànic: malgrat els obstacles posats pels comandaments aliats, encara desconfiats, i els atacs aeris alemanys que van provocar diversos víctimes, uns 25.000 homes van ser rescatats per vaixells italians. La resistència oposada per les guarnicions italianes del Dodecanès va obligar els alemanys a una vasta campanya, també a causa de l'intent britànic de portar ajuda als italians; aquests, formats per personal poc entrenat i amb la moral baixa, encara reaccionaven als atacs enemics malgrat les ordres contradictòries del comandament de Rodes, on l'almirall Campioni havia capitulat després de durs enfrontaments amb els alemanys. A Lero, l'almirall Luigi Mascherpa es va dedicar a durs combats, encara que la col·laboració amb el contingent britànic que havia arribat per ajudar va romandre força difícil; una certa superioritat aèria va permetre a la Luftwaffe dificultar amb èxit les missions d'avituallament de la Royal Navy: els destructors Vasilissa Olga, Euro i HMS Intrepid, van ser enfonsats a les incursions, mentre que el destructor Eclipse es va perdre a les mines. Amb la caiguda de Lero el 16 de novembre, l'última resistència dels italo-britànics al Dodecanès va cessar efectivament: les guarnicions restants van ser evacuades o van arribar a la Turquia neutral per ser internades. La campanya havia suposat diverses pèrdues a la Royal Navy (sis destructors i dos submarins enfonsats, diverses altres unitats danyades) i un gran nombre de presoners italians van morir durant el transport a Grècia a causa de camps de mines o accions britàniques al mar: per exemple el vapor Gaetano Donizetti, requisat pels alemanys i carregat d'armes i 1.600 presoners, va ser interceptada pel destructor Eclipse el 23 de setembre i enfonsat juntament amb la seva escorta, el torpediner TA 10 (ex-francès La Pomone), sense supervivents. El vapor Oria, ple de més de 4.000 persones, va encallar en canvi a la roca de Medina a 25 milles del Pireu, a causa de les terribles condicions meteorològiques: només 21 italians, cinc alemanys i un grec van ser rescatats pels remolcadors que intervenien per rescatar-los.

### 1944 - 1945

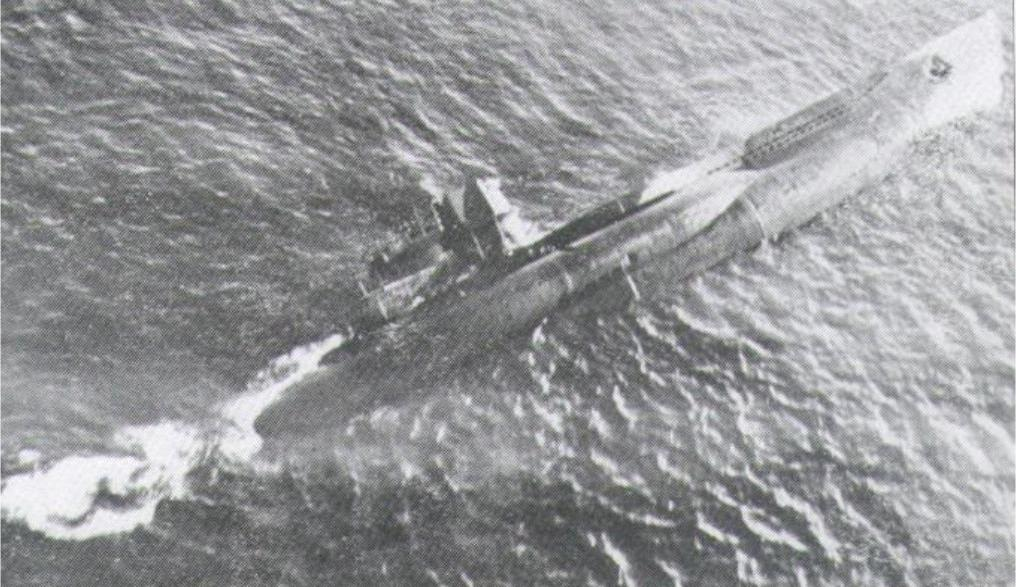
El submarí alemany U-617 a punt d'enfonsar-se a Melilla després de l'atac aeri britànic

Després de la rendició d'Itàlia i dels esdeveniments de la campanya del Dodecanès, el ritme de les operacions navals a la Mediterrània va baixar dràsticament. La Kriegsmarine va prendre possessió i va tornar a posar en servei un gran nombre d'unitats lleugeres capturades de la Regia Marina (torpediners, corbetes, dragamines), però la desproporció de forces en benefici dels aliats va obligar els alemanys a limitar les accions al mar: van organitzar un sistema de combois des dels ports del nord d'Itàlia fins a la primera línia del centre d'Itàlia, van col·locar nombroses mines i van intentar alguns atacs ofensius ràpids contra el trànsit enemic a la zona de Nàpols o entre Sardenya i Còrsega), que va rebre poc suport des de l'OKM, que li va donar només un grapat d'unitats operatives; els alemanys, en canvi, van demostrar estar molt més interessats a establir una col·laboració amb la Xª MAS, que sota la direcció del capità de fragata Junio Valerio Borghese s'havia reorganitzat després de l'armistici en una força substancialment autònoma. Equipada amb MAS, petits vaixells explosius i mini-submarins de classe CB, la força de Borghese va operar al costat dels alemanys tant al mar Tirrè com a l'Adriàtic.

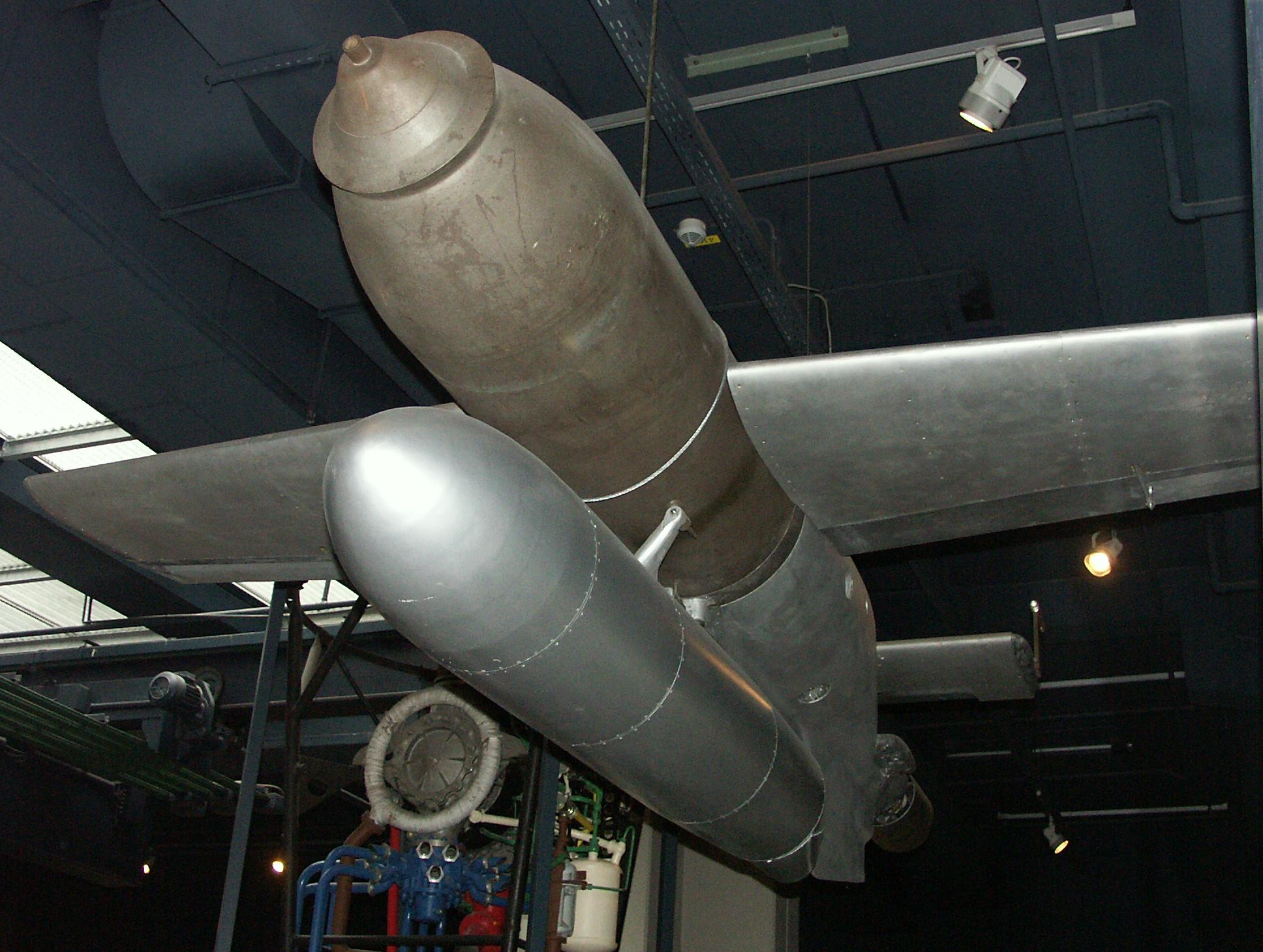
Un míssil guiat alemany Henschel Hs 293

El 22 de gener de 1944, els Aliats van llançar una nova operació amfíbia a gran escala al teatre italià: amb el suport d'una flota de suport de cinc creuers, 24 destructors i nombroses unitats més petites, les tropes angloamericanes van desembarcar a Anzio a fi d'atacar la línia Gustav i dirigir-se cap a Roma. En canvi, es van trobar bloquejats en un estret cap de pont per la resistència dels alemanys, que de seguida van desplegar els mitjans insidiosos de la Kriegsmarine i la Xª MAS; malgrat els esforços, però, hi va haver molt pocs èxits davant de diverses pèrdues i l'ús de mitjans especials alemanys com els torpedes pilotats Neger va resultar inútil. La major amenaça per als vaixells aliats encara venia de la Luftwaffe i, en particular, dels atacs amb míssils guiats: ja el 23 de gener davant de la costa d'Anzio, el destructor britànic Janus va ser enfonsat per un torpede i el Jervis danyat per una bomba lliscant, seguits l'endemà pels destructors nord-americans USS Mayo i USS Plunkett que van rebre l'impacte respectivament d'un míssil Hs 293 i una bomba lliscant. Encara que la cobertura aèria dels caces angloamericans va obligar els alemanys a intentar atacs només al capvespre, l'amenaça dels míssils va obligar els comandants aliats a retirar les seves unitats de guerra principals del cap de pont; no obstant això, el 29 de gener, la Luftwaffe va aconseguir el seu gran èxit amb els HS 293 enfonsant en ràpida successió el creuer britànic HMS Spartan i el vaixell de càrrega nord-americà Liberty Samuel Huntington. El perill d'aquestes armes ja havia portat a la recerca de mètodes de contramesura electrònica destinats a interrompre els sistemes d'orientació dels míssils enemics, però al final la millor manera de cancel·lar les incursions de la Luftwaffe va ser la campanya de bombardeig de les bases aèries alemanyes a Itàlia.
Fins i tot els últims submarins del Mediterrani van continuar operant contra els combois aliats, malgrat el fort contrast davant les unitats antisubmarines: el 15 de febrer l'U-410 va enfonsar el creuer britànic Penelope que tornava d'Anzio a Nàpols sense escorta; el 30 de març l'U-223, sent atacat per la navegació lleugera aliada i a punt d'enfonsar-se, va aconseguir torpedinar el destructor HMS Laforey. L'últim èxit de submarins a la Mediterrània va ser registrat per l'U-453, que va enfonsar el gran vaixell de càrrega britànic Fort Missanabie a la costa sud de Calàbria el 19 de maig. Van ser els bombardeigs aeris els que finalment van neutralitzar aquesta amenaça: dos atacs contra Toló el 5 de juliol i el 6 d'agost van massacrar els submarins restants a la Mediterrània occidental i els tres vaixells supervivents a la base de Salamina van ser enfonsats el setembre de 1944, a moment de la retirada alemanya de Grècia.
El 15 d'agost, una gran flota aliada de 843 vaixells (inclosos set cuirassats, nou portaavions i 18 creuers) i més de 1.200 naus de desembarcament van llançar una invasió amfibia del sud de França: les unitats lleugeres de la Kriegsmarine podien fer molt poc per contrarestar aquesta força d'invasió, tot i que es van produir enfrontaments navals a Port Cros el 15 d'agost i a la Ciotat el 17 d'agost; la intervenció dels bombarders de la Lutwaffe amb els seus míssils guiats va ser contrarestada eficaçment pels sistemes electrònics de bloqueig que ara utilitzen molt els Aliats, amb un sol Hs 293 impactant contra una nau de desembarcament el 15 d'agost; al contrari, els constants atacs aeris aliats aviat van delmar els avions alemanys a França. Les unitats navals angloamericanes van recolzar llavors l'avanç de les unitats terrestres al llarg de la Costa Blava, sent oposades inútilment als vaixells especials alemanys i italians: l'últim èxit de la Xª MAS es va registrar la nit entre el 16 i el 17 d'abril de 1945, quan una punta explosiu va danyar irreparablement el destructor francès Trombe davant de la costa de Ligúria.
Davant la petició del "Regne del Sud" d'utilitzar les forces armades italianes en operacions militars contra els alemanys, de les quals l'Armada constituïa la part més completa, el comandament aliat va ordenar l'activació d'unitats lleugeres (destructors, torpediners i corbetes) en operacions d'escorta de combois, mentre que torpediners i submarins s'utilitzaven en missions d'infiltració d'informadors i sabotejadors darrere de les línies enemigues. Els creuers van fer creuers de vigilància, fins i tot a l'Atlàntic, però els cuirassats van romandre internats als Llacs amargs malgrat que es rumorejava una ocupació a l'Extrem Orient, en part també a causa de la seva baixa autonomia. La unitat de Mariassal va ser molt activa, que va reunir els operadors de la Xª MAS refugiats al sud o alliberats dels camps de presoners aliats, establint una sòlida col·laboració amb les unitats d'assalt britàniques que també participaven en algunes de les seves operacions: el 21 de juny de 1944 un torpediner italià es va infiltrar amb dos Charriots amb tripulació britànica a La Spezia on van enfonsar el casc del creuer immobilitzat Bolzano, mentre que el 18 d'abril de 1945 dos Charriots amb tripulació italiana van intentar sense èxit enfonsar el casc del portaavions Aquila al port de Gènova.
L'últim enfrontament entre unitats de superfície va ser la batalla del mar de Ligúria el 18 de març de 1945: una formació alemanya, que tornava d'una missió minera a les costes de Còrsega, va ser atacada pels destructors Lookout i Meteor i va perdre dos torpediners de la classe Ariete (TA24 ex Arturo, TA29 ex Eridano); només el destructor Premuda, rebatejat com TA 32, va aconseguir salvar-se tot i haver estat danyat. El 24 d'abril següent els alemanys van començar a evacuar Gènova i Ligúria enfonsant les unitats que encara posseïen a la zona; els últims vaixells de la Kriegsmarine a l'alt Adriàtic es van rendir als aliats després que la rendició de Caserta entrés en vigor el 2 de maig.

## Balanç final
Des del juny de 1940 fins al setembre de 1943, la Regia Marina va perdre un total de 380 unitats militars (incloses les desplegades en teatres diferents de la conca mediterrània) per un total de 334.757 tones: un cuirassat, dotze creuers, 44 destructors, 41 torpediners, submarins i 198 unitats menors o auxiliars. Les pèrdues humanes reportades en el mateix interval van ascendir a 23.640 homes (incloent-hi les tripulacions dels vaixells mercants), dels quals 19.040 al mar i 4.600 a terra; en el mateix període, es van perdre 1.278 mercants per totes les causes per un total de 2.272.707 tones brutes. En el període posterior al setembre de 1943, però, per totes les causes es van perdre 386 vaixells militars, gairebé tots en l'espai d'uns dies després del 8 de setembre: un cuirassat, sis creuers, 62 unitats entre destructors, torpediners i corbetes, 27 submarins i 290 entre unitats menors i auxiliars,mentre que les pèrdues humanes van ascendir a 10.219 homes (2.239 al mar, 7.980 a terra). A aquestes pèrdues cal afegir les 199 unitats militars encara no avarades i en construcció als ports, totes elles van caure en mans alemanyes en el moment de l'armistici, i la pèrdua d'altres 1.214 unitats mercants per un total de 976.902 tones.
La Royal Navy, amb les marines combinades de la Commonwealth, va informar de la pèrdua d'un cuirassat, dos portaavions, 20 creuers, un monitor, 67 destructors, 45 submarins i diversos altres auxiliars al Mediterrani; l'armada grega va perdre dos vaixells de defensa costanera, un creuer, quatre destructors, 10 torpediners i quatre submarins, i l'armada dels Estats Units va afirmar que vuit destructors i escortes de destructors van ser destruïts. Les pèrdues menors de la Kriegsmarine a la conca són difícils d'estimar, però els 62 submarins que van entrar al Mediterrani van ser enfonsats, amb nou vaixells més perduts a l'oest de l'estret de Gibraltar mentre intentaven trencar-lo.
El conflicte naval a la Mediterrània es va desenvolupar d'una manera diferent del que havien imaginat els dos principals contendents: els enfrontaments directes entre els dos nuclis de batalla de la Royal Navy i la Regia Marina van ser sempre accions marginals i infructuoses, amb l'única excepció, representat des del cap Matapan, per circumstàncies fortuïtes i imprevistes. En canvi, l'enfrontament entre els dos contendents va ser una batalla de combois mútua, en la qual tots dos es van dedicar tant a soscavar les línies de subministrament de l'altre com a protegir les seves. Les valoracions sobre la batalla dels combois italians són sovint molt divergents: diversos estudiosos, i en particular alemanys, la consideraven bàsicament una derrota, subratllant que els períodes de major enfonsament de vaixells mercants sovint coincidien amb el desenvolupament de les grans batalles al desert de Líbia, provocant així que les forces de l'Eix manquessin de subministraments en el moment de més necessitat. Altres estudiosos, en particular els propers als cercles de la Marina, tendeixen, en canvi, a valorar positivament l'activitat dels combois dirigits a Líbia, subratllant el fet que en total el 91,6% del personal i el 85,9% del material van aconseguir arribar amb èxit al seu destinació i que l'escassetat de subministraments al front també es devia a l'escassetat de càrregues enviades des de la Itàlia continental. El curs de la batalla dels combois va ser, de fet, una mica fluctuant i un judici global no és fàcil: períodes de trànsit gairebé sense pertorbacions o amb pèrdues acceptables (per exemple, de juny a novembre de 1940, la primera meitat de 1941 o de gener a agost de 1942) s'alternaven amb intervals de grans pèrdues que gairebé van tallar les línies de comunicació (com entre agost i desembre de 1941 o des de setembre de 1942 en endavant), sobretot després de l'entrada a la conca de les preponderants forces aèries i navals nord-americanes: amb elles es va perdre qualsevol esperança de mantenir els vincles amb el front nord-africà. En general, la batalla és considerada per diversos historiadors com una costosa victòria italiana (tot i que per compartir amb les forces aèries i submarines alemanyes), l'única obtinguda per l'Armada en el conflicte però pagada amb un desgast de forces que va acabar per fent inutilitzable la flota de batalla: tal com va assenyalar l'historiador MG Knox, "la Regia Marina portà els combois a destí a través del sacrifici, no pas per la sagacitat tàctica".
El paper de Malta en la batalla de la Mediterrània també ha estat objecte de judicis contradictoris. Diversos historiadors destaquen el seu paper central com a base avançada de la Royal Navy, d'importància fonamental per a les activitats aèries i submarines contra els combois italians, subratllant com un greu error la manca d'ocupació italiana el juny-juliol de 1940, quan es trobava pràcticament indefensa. No obstant això, el paper de Malta no va ser constant, ja que els primers mesos de 1941 i després de gener a maig-juny de 1942 va quedar pràcticament inutilitzada com a base militar a causa dels constants bombardejos aeris, que van fer que el port fos molt insegur i que arruïnava els aeroports amb cràters i sots. La intervenció de la Luftwaffe va ser fonamental per a la neutralització de Malta, l'acció i eficàcia del qual, però, sempre estaven subordinades a les necessitats del front oriental; per tant, era impossible mantenir una pressió constant que podria haver portat a una rendició de fam de l'illa a mitjans de 1942. La hipotètica ocupació de Malta amb una invasió important, com la prevista per al maig-juny de 1942 que incloïa tropes en diversos punts de l'illa, sempre va ser avaluat escèpticament pels comandaments de l'Eix a causa de les nombroses trampes i novetats que comportava l'acció.
La decisió d'utilitzar Malta com a base militar contra els combois a Líbia va obligar, per contra, als britànics a treballar dur per abastir constantment l'illa (mentre que, per contra, les seves forces a Egipte es podien subministrar a través de la ruta de circumnavegació d'Àfrica, llarga però en gran part segura). Fins i tot la batalla dels combois britànics va tenir una tendència fluctuant: els 17 combois organitzats per a l'illa entre juny de 1940 i gener de 1942 van transitar amb pèrdues insignificants (dos vaixells mercants enfonsats i una dotzena danyats dels aproximadament 60 empleats), però els vuit partits entre febrer i novembre de 1942 va haver de registrar pèrdues iguals al 45% dels vaixells mercants ocupats; en total, dels 102 mercants enviats a Malta, 35 no van arribar al seu destí i 42 van resultar danyats, amb un percentatge de pèrdues de gairebé el 35% (per contra, la taxa dels mercants italians enviats a Líbia i perduts només va ser del 9%, i dels mercants enviats a Tunísia va ser del 17%). La defensa dels combois cap a Malta va costar a la Royal Navy una gran part de les pèrdues de vaixells de guerra registrades al dic sec (dos portaavions, cinc creuers, 21 destructors i mitja dotzena de vaixells més petits): en contrast amb els grans i molt escortats combois britànics els italoalemanys van demostrar ser capaços d'emprar simultàniament una pluralitat de diferents mitjans ofensius (naus de superfície, vaixells torpediners a motor, submarins, bombarders i torpediners), com van demostrar les batalles de mitjans de juny i mitjans d'agost.
Tot i que les característiques generals de la Mediterrània no eren favorables a l'ús de vehicles submarins (aigües clares i transparents, nits curtes a l'estiu, boira poc freqüent), ambdós bàndols van fer un gran ús dels submarins. L'enorme flota submarina italiana va aconseguir resultats modestos: els 164 submarins en servei a la Regia Marina van enfonsar des del juny de 1940 fins al setembre de 1943 només deu unitats militars (inclosos quatre creuers, un destructor i un submarí) per un desplaçament de 23.000 tones i 12 vaixells mercants de 39.000 tones; d'altra banda, entre setembre de 1941 i setembre de 1944, els 62 submarins alemanys van provocar l'enfonsament de 37 unitats militars (incloent un cuirassat, dos portaavions, tres creuers i 10 destructors), amb 1.460.000 tones de desplaçament i 95 mercants amb 331.000. Els submarins de la Royal Navy (complementats per un grapat d'embarcacions gregues, holandeses i poloneses) devien patir grans pèrdues durant els primers mesos de la guerra, però més tard es van fer cada cop més efectius i en els sis mesos posteriors a la batalla d'El Alamein va reclamar l'enfonsament de 254.000 tones de vaixells mercants; els submarins britànics i aliats també van ser molt actius en la lluita contra les naus submarines enemigues, enfonsant 14 submarins italians i quatre submarins alemanys, així com tres creuers i set destructors italians. En canvi, el de les embarcacions d'assalt insidiosos va ser l'únic sector en què la Regia Marina va romandre al capdavant durant tota la durada del conflicte: en 22 accions, 12 de les quals van acabar amb cert èxit, els assaltants italians van enfonsar un creuer i 23 vaixells mercants. fins a 130.572 tones.

## Grans operacions aliades
- 8 de novembre de 1942 – inici de l'Operació Torxa, la invasió aliada de Marroc i Algèria
- 9 de juliol de 1943 – inici de l'Operació Husky, la invasió aliada de Sicília
- 3 de setembre de 1943 – inici de l'Operació Avalanche, la invasió aliada d'Itàlia
- 9 de setembre de 1943 - inici dels desembarcaments a Salerno
- 22 de gener de 1944 - inici de l'Operació Shingle, el desembarcament aliat a Anzio, Itàlia
- 15 d'agost de 1944 - inici de l'Operació Dragoon, el desembarcament aliat al Sud de França

## Enllaços extens
- Trento in Cina – base de dades de les naus italianes a la Segona Guerra Mundial (italià)
- www.regiamarina.net - la Regia Marina a la Segona Guerra Mundial (italià)
- XMASGrupSom - l'Arma Submarina a la Segona Guerra Mundial – Els homes i les seves batalles (italià)
- www.icsm.it/regiamarina - la Regia Marina a la Segona Guerra Mundial (italià)